# Charles II (roi de Navarre)
Vous lisez un « article de qualité » labellisé en 2008.
Pour les articles homonymes, voir Charles II et Charles de Navarre.
Charles II de Navarre, dit « Charles le Mauvais » (Évreux, 10 octobre 1332 - Pampelune 1er janvier 1387) est roi de Navarre de 1349 à 1387 et comte d'Évreux de 1343 à 1378. Il est le fils de Philippe III comte d'Évreux et de Jeanne II reine de Navarre, fille du roi de France et de Navarre, Louis X le Hutin.
Sa mère, seule enfant du roi Louis X lui survivant, est trop jeune et trop peu soutenue pour pouvoir imposer ses droits à son oncle le comte de Poitiers, qui se fait couronner roi sous le nom de Philippe V. La loi salique est alors ignorée de tous et ne sera instituée qu'en 1358. Toutefois, Jeanne ne renoncera jamais formellement à la couronne de France. Charles de Navarre ne naît qu'en 1332 et Jeanne de Navarre ne peut toujours pas revendiquer en 1328 la couronne qui est attribuée à Philippe VI de Valois, descendant le plus direct par les mâles, mais qui n'est que cousin de Louis X. Mais les premiers Valois sont confrontés à la crise économique, sociale et politique qui conduit à la guerre de Cent Ans, pendant laquelle la supériorité tactique anglaise est telle que les désastres s'enchaînent pour l'armée du roi de France. Le discrédit des Valois permet à Charles de Navarre, fils de Jeanne II, de contester leur légitimité et de réclamer le trône de France. Il n'a de cesse d'essayer de satisfaire son ambition et de profiter de la déstabilisation du royaume pour jouer sa carte. Pour parvenir à ses fins, il change plusieurs fois d'alliance, s'accordant avec le dauphin Charles (le futur Charles V) puis avec les Anglais et Étienne Marcel, pour ensuite se retourner contre les Jacques quand la révolte parisienne tourne court.
En 1361, il échoue à obtenir la succession du duché de Bourgogne, confié à Philippe le Hardi, le jeune fils de Jean le Bon. En représailles, il saisit l'occasion de la mort de Jean le Bon pour lever, en 1364, une puissante armée et tenter d'empêcher le sacre de Charles V, mais il est vaincu à Cocherel et doit retourner aux affaires espagnoles. Il tente un retour sur la scène française en complotant avec les Anglais en 1378, mais il est découvert. Déconsidéré, il s'isole diplomatiquement et finit vaincu et neutralisé par Charles V.

## Généalogie
Charles II de Navarre est le petit-fils de Louis X le Hutin, qui meurt en 1316, deux ans seulement après son père Philippe IV le Bel, ce qui marque la fin du « miracle capétien » : de 987 à 1316, les rois capétiens ont toujours eu un fils à qui transmettre la couronne à leur mort.
De sa première épouse, Marguerite de Bourgogne, condamnée pour infidélité, Louis X le Hutin n’a qu’une fille, Jeanne de Navarre. À sa mort, sa seconde femme, Clémence de Hongrie, attend un enfant. Un fils naît : Jean Ier dit le Posthume, mais il ne vit que cinq jours. Cas inédit jusqu’alors, l’héritier direct du royaume de France se trouve donc être Jeanne de Navarre : une fille mineure. La décision qui est prise à ce moment est très importante car elle devient coutume et sera à nouveau appliquée lorsque la question dynastique se posera en 1328. L’infidélité de la reine Marguerite fait planer le risque qu'un prince, pour légitimer sa révolte, prenne pour prétexte que la reine est bâtarde. À la mort de son frère Louis X le Hutin, le puissant Philippe de Poitiers, chevalier aguerri et formé par son père au métier de roi, s'impose comme régent. À la mort de Jean le Posthume, il est considéré par les grands comme le plus apte et devient Philippe V, roi de France, consacrant l'éviction de Jeanne : si le choix du monarque français se fonde sur l'hérédité et le sacre, l’élection peut reprendre ses droits en cas de problème.
La loi salique, alors ignorée de tous, n’est pas invoquée lors du choix du nouveau roi de France. En révisant, la veille de sa mort, le statut de l’apanage de Poitou qui, « faute d’héritier mâle, reviendrait à la couronne de France », Philippe le Bel avait bien introduit la « clause de la masculinité » pour renforcer les possessions des Capétiens en rattachant à la couronne les fiefs de leurs vassaux sans héritiers mâles. Mais cette clause de masculinité n'apparaît pas dans les traités établis à partir de 1316 pour régler l'héritage de Jeanne.
En 1316, Jeanne n'est pas complètement isolée. Son oncle, le puissant duc Eudes IV de Bourgogne, coalise les mécontents et n'hésite pas à comploter avec les rebelles flamands. Mais pour le calmer, Philippe V lui donne sa fille en mariage, pendant qu'il règle la question de l'héritage de Jeanne. Le traité du 27 mars 1317 lui accorde une rente de 15000 livres assises sur le comté d'Angoulême et établit qu'elle devra renoncer aux couronnes de France et de Navarre à sa majorité en 1323, auquel cas elle pourra hériter des comtés de Brie et de Champagne.
La loi salique ne sera invoquée que quarante ans après la controverse dynastique de 1316, lorsqu’un bénédictin de l’abbaye de Saint-Denis, tenant la chronique officielle du royaume, invoquera cette loi pour renforcer la position du roi de France dans le duel de propagande qu’il livre à Charles de Navarre et à Édouard III d'Angleterre. Cette loi salique date des Francs et dispose que les femmes doivent être exclues de la « terre salique ».

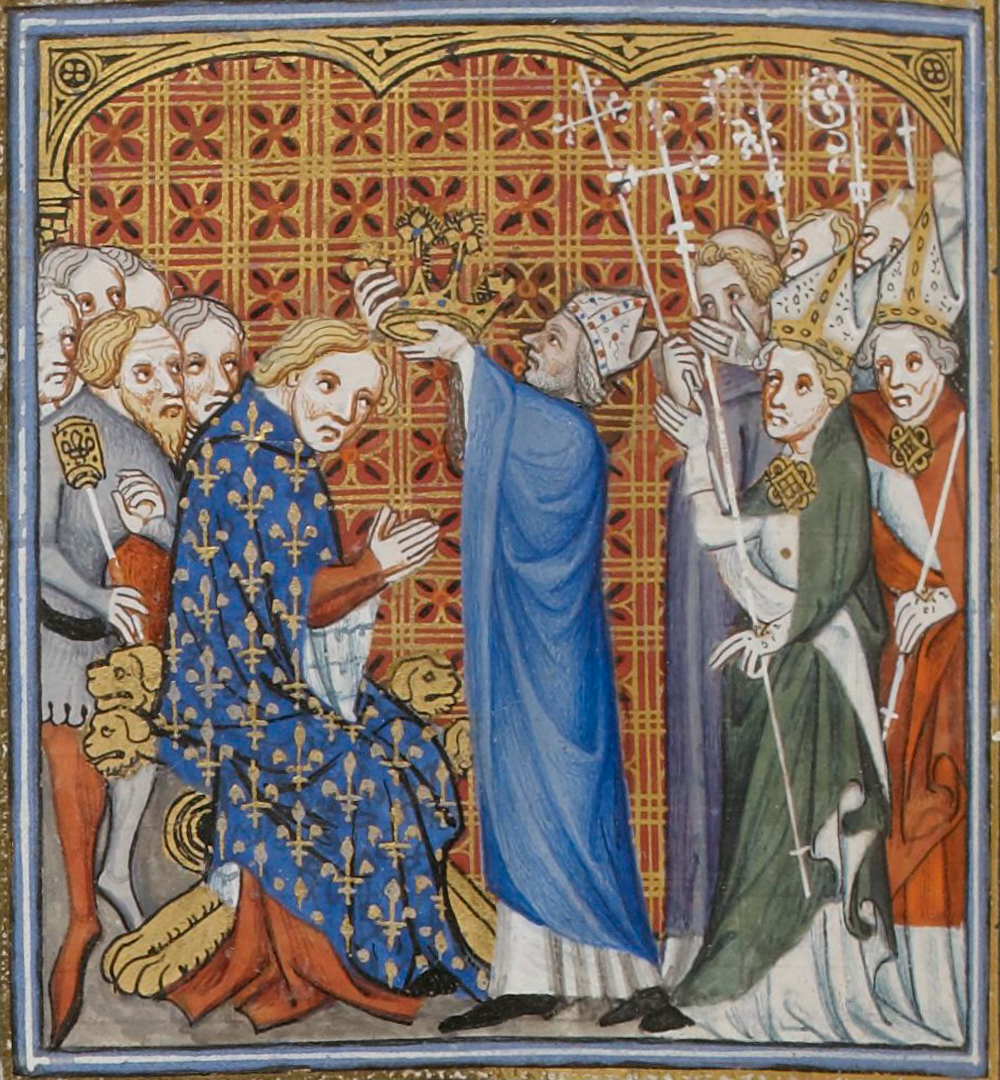
Sacre de Philippe VI.

Après le court règne de Philippe V, mort sans héritier mâle, c’est son plus jeune frère, Charles IV, qui, bénéficiant du précédent de son aîné, ceint à son tour la couronne. Mais son règne dure également peu de temps et, quand ce troisième et dernier fils de Philippe le Bel meurt sans descendant mâle en 1328, la question dynastique est la suivante : Jeanne de Navarre n'a pas encore de fils (Charles de Navarre ne naît que quatre ans plus tard) mais Isabelle de France, dernière fille de Philippe le Bel, a un fils, Édouard III, roi d’Angleterre. Peuvent-elles donc transmettre un droit qu’elles ne peuvent elles-mêmes exercer selon la coutume fixée dix ans plus tôt ?
Isabelle de France veut faire valoir les droits de son fils, mais c’est Philippe VI de Valois qui est choisi. Il est le fils de Charles de Valois, frère cadet de Philippe le Bel, et descend donc par les mâles de la lignée capétienne. Il s’agit d’un choix géopolitique et une claire expression d'une conscience nationale naissante : le refus de voir un éventuel étranger épouser la reine et diriger le pays. Les pairs de France refusent de donner la couronne à un roi étranger, suivant la même logique de politique nationale que dix ans auparavant.
En 1328, le choix de Philippe VI est le plus logique si l'on veut éviter qu'Édouard III ne mette la main sur la couronne de France. Cependant, a posteriori, le prétendant le plus direct par les femmes reste Charles de Navarre, même s'il ne naît qu'en 1332. Charles de Navarre, « qui était des fleurs de Lys de tous côtés », le fera valoir, espérant qu'on lui confie au moins des possessions et des responsabilités en rapport avec sa lignée.

### Droits sur l'Angoumois, la Champagne, la Brie et le duché de Bourgogne
À sa majorité, Jeanne aurait dû confirmer sa renonciation aux couronnes de France et de Navarre en échange de la Brie et de la Champagne. Philippe le Bel détenait ces terres de sa femme Jeanne Ire de Navarre et Jeanne se trouve être leur descendante et héritière directe (dans ce cas, le roi tenant ces terres par les femmes ne peut contester que leur transmission se fasse par les femmes). Jeanne est mariée à Philippe d'Évreux et peut compter sur le soutien inconditionnel des barons navarrais qui refusent que le royaume ne soit qu'une annexe gouvernée à distance par le roi de France. Philippe VI doit donc transiger : en avril 1328, le grand conseil laisse la Navarre à Jeanne, mais refuse de céder la Champagne et la Brie, car cela ferait des Navarrais des prétendants trop puissants. Une compensation est donc prévue, acceptée par les Évreux malgré son caractère réduit : ils obtiennent le comté de Mortain, une partie du Cotentin et, dans le Vexin, Pontoise, Beaumont-sur-Oise et Asnières-sur-Oise. La promesse de leur céder le comté d'Angoulème ne sera jamais tenue et Charles II peut donc légitimement revendiquer la Champagne et la Brie.
En outre, le jeune duc de Bourgogne n'ayant pas d'héritier, en cas de décès, le duché de Bourgogne devrait échoir à Charles de Navarre, suivant les lois de la primogéniture. Ce dernier est en effet le petit-fils de Marguerite de Bourgogne (1290-1315), fille aînée du duc Robert II.
Au total, Charles de Navarre est héritier de la couronne de Navarre et des possessions normandes des Évreux, mais il peut également prétendre à la couronne de France, au duché de Bourgogne si le jeune Philippe de Rouvre venait à décéder sans héritier, et à la Champagne et à la Brie si le comté d'Angoulême ne lui est pas remis.

### Descendance
Charles le Mauvais a huit enfants de Jeanne de France (fille aînée de Jean II le Bon et de Bonne de Luxembourg) qu’il épouse en 1352 :
- Marie (1359-après 1420), mariée en 1393 à Alphonse d'Aragon, duc de Gandia ;
- Charles III le Noble (1361-1425), roi de Navarre ;
- Blanche (1363-1376) ;
- Philippe (1364- 1370 mort par accident) ;
- Pierre (1366-1412), comte de Mortain, marié en 1411 à Catherine d'Alençon ; sans postérité légitime ;
- Bonne (1368-1385) ;
- Jeanne (1369-1437), mariée en premières noces, en 1386, à son cousin Jean IV de Bretagne, puis en secondes noces, en 1403, à Henri IV d'Angleterre ;
- (naissance incertaine) Isabelle (1372-1376), élevée au monastère de Santa Clara à Estella ;

Il faut ajouter quatre enfants illégitimes :
De Catalina de Lizaso :
- Leonel, bâtard de Navarre (1378-1413), chevalier, vicomte de Muruzabal de Andion ; sans alliance, il laisse avec Elfa ou Epifania de LUNA de PAMPELUNE neuf enfants
- Blanche-Jeanne bâtarde de Navarre née en 1380

De Catalina de Esparza :
- Johanna, bâtarde de Navarre (vers 1378-1413), mariée en 1397 à Johan de Béarn, écuyer, capitaine du château de Lourdes en Bigorre ; il était, en 1381, le vassal de son beau-père pour son fief de Murillo el Fruto.

D'une dame inconnue :
- Johanna Bâtarde de Navarre

## Biographie

### Début de règne
Charles de Navarre naît le 10 octobre 1332. À cette date, Philippe VI est déjà roi de France depuis quatre ans et il est trop tard pour contester sa couronne. À la mort de sa mère Jeanne II en 1349, Charles devient roi de Navarre. En 1350, il est couronné et sacré à Pampelune. La Navarre est un royaume fertile de 200 000 habitants, producteur de métaux (cuivre, plomb). Il apprend à gouverner avec les seigneurs navarrais de Pampelune. Maîtrisant parfaitement la langue espagnole, les joutes oratoires aux Cortes lui permettent d'exercer ses talents de tribun. Avec l'institution des Cortes, l'Espagne est en avance sur la France au niveau de la représentation parlementaire. Habitué à ce type de pouvoir, Charles de Navarre sera un des principaux promoteurs de la réforme de la monarchie française. Après la mort de Philippe VI en 1350, Charles délègue à Louis, son deuxième frère, le gouvernement de la Navarre et se consacre pleinement aux intrigues de cour dans le but de défendre les intérêts navarrais.

### Navarrais contre Melun-Tancarville

#### Éviction de la couronne de France

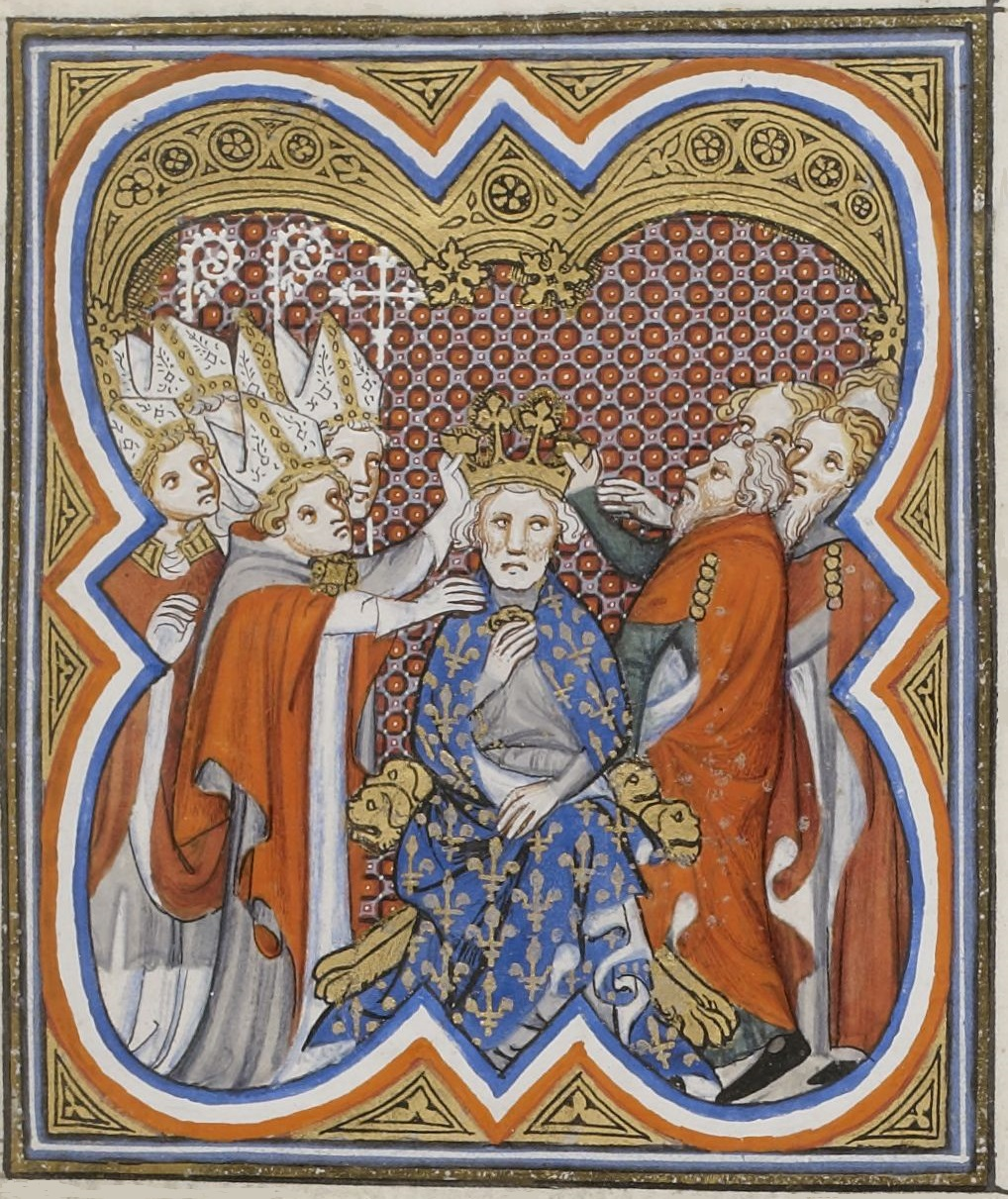
Sacre de Jean le Bon tiré des Grandes Chroniques de France de Jean Froissart XVe siècle (BNF)

La guerre de Cent Ans connaît une période de trêve depuis la grande peste de 1349. La première partie de la guerre a été largement à l'avantage des Anglais, Édouard III remportant des victoires écrasantes aux batailles de L'Écluse et de Crécy, puis en prenant Calais. Le pouvoir des Valois est largement contesté : Édouard III et Charles, tous deux descendants de Philippe le Bel par les femmes, peuvent revendiquer la couronne dont la mère de Charles (Jeanne II de Navarre) aurait dû hériter après la mort de son père Louis X le Hutin. En effet, lorsque la branche masculine des Capétiens s'est éteinte en 1328, Philippe VI, le premier Valois, monte sur le trône à la place de Jeanne II de Navarre, l'héritière directe, qui reçoit en compensation le royaume de Navarre. Or, en 1332, quand cette dernière met au monde Charles le Mauvais, on refuse au nouveau-né tout avenir royal en France au nom du principe selon lequel les femmes n'y règnent pas et n'y transmettent pas la couronne. Jean le Bon prend de court les autres prétendants par son couronnement très rapide (le 26 septembre 1350) après la mort de Philippe VI (le 22 août 1350). Le 29 août, au large de Winchelsea, une escadre conduite par Charles de La Cerda intercepte Édouard III, suspecté de vouloir se rendre à Reims pour se faire sacrer roi de France. La bataille navale tourne à l'avantage de l'Anglais, mais au prix de lourdes pertes et ce dernier ne peut plus s'opposer au sacre de Jean le Bon.

#### Le parti navarrais
À partir de 1350, n'ayant pu contester l'avènement de Jean le Bon qui est le successeur logique de son père Philippe VI, Charles consacre tous ses efforts à la récupération des terres de Brie et de Champagne, dont il est l'héritier le plus direct.

Royaume de France en 1350
Possessions de Charles de Navarre
Idem sous influence économique anglaise
États pontificaux
Territoires contrôlés par Édouard III
Zone d'influence économique anglaise
Zone d'influence culturelle française

Le jeune roi de Navarre trouve alors ses plus fidèles soutiens au sein même de sa famille : il est l'aîné et le chef de la puissante famille d'Évreux, dotée de riches possessions en Normandie et dans la vallée de la Seine. Sa tante maternelle, la reine Jeanne d'Évreux, veuve du dernier Capétien direct, Charles le Bel, le soutient inlassablement. Elle fera œuvre de diplomatie sa vie durant pour tenter d'apaiser Jean le Bon puis Charles V, excédés par les complots répétés de son neveu. Philippe, son frère cadet, est impulsif et colérique mais il lui rend service en négociant des soutiens étrangers, notamment anglais. Louis, son plus jeune frère, gouverne pour lui la Navarre, lui permettant de rester au contact des intrigues de cour. Ses parents ayant mené une active politique matrimoniale, ses sœurs sont mariées à de puissants partis. Blanche vient de s'unir au vieux roi de France Philippe VI. Marie est l’épouse du roi d'Aragon. Quant à Agnès, elle est l'épouse du puissant comte de Foix, Gaston Fébus.
Charles de Navarre sait regrouper autour de lui les mécontents des règnes des premiers Valois. Il est soutenu par ses proches et leurs alliés : la famille des comtes de Boulogne (le comte, le cardinal, leurs deux frères et leur parenté d'Auvergne qui, en 1350, se voient évincés de la gestion de la Bourgogne par le mariage de leur sœur avec Jean le Bon) ; les barons champenois fidèles à Jeanne de Navarre (la mère de Charles et dernière comtesse de Champagne) et les fidèles de Robert d'Artois, chassés du royaume par Philippe VI. Il est soutenu par la puissante Université de Paris et les marchands du nord-ouest du royaume pour lesquels le commerce trans-Manche est vital (la Normandie et la Picardie exportent leur blé en Angleterre et le nord du royaume s'y procure de la laine).

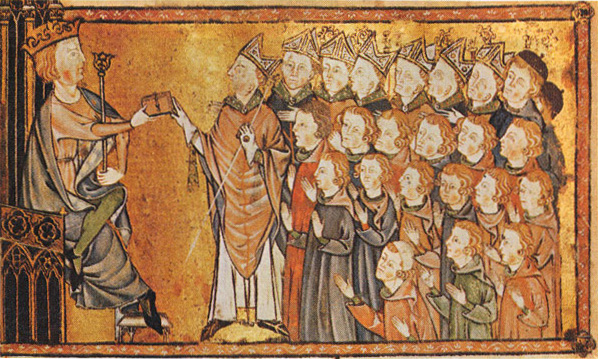
La Charte aux Normands de 1315 confirmée en 1339 par Philippe VI garantit une large autonomie à la Normandie.

En fait, une grande partie de la noblesse normande est attirée par le camp anglais. Économiquement, la Normandie dépend autant des échanges maritimes à travers la Manche que de ceux par transport fluvial sur la Seine. Surtout, le duché n'est plus anglais depuis 150 ans mais nombre de propriétaires fonciers ont des possessions de part et d'autre de la Manche. Dès lors, se ranger derrière l'un ou l'autre souverain entraînerait confiscation d'une partie des terres. C'est pourquoi la noblesse normande se regroupe en clans solidaires qui lui permettent de pouvoir faire front : c'est ainsi qu'elle a pu obtenir et maintenir des chartes garantissant au duché une grande autonomie. Raoul de Brienne est une figure significative : il mène une politique étrangère indépendante et s'il commande l'armée française envoyée en Écosse en 1335 c'est en tant que capitaine général engagé par contrat et non comme l'obligé du roi. La noblesse normande est divisée en deux partis de longue date, les comtes de Tancarville et d'Harcourt se livrant une guerre sans merci depuis plusieurs générations. Les rois de France soutiennent depuis longtemps les comtes de Tancarville auxquels ils confient la charge de chambellan de l'Échiquier. Cette cour rendant justice de manière indépendante, c'est une charge de grande importance qui revient pratiquement à être duc de Normandie.
Cependant, Philippe VI a été contraint de composer avec le clan de Harcourt. Édouard III ayant fait valoir ses droits à la couronne de France lors de la déclaration de guerre, l'hommage éventuel des seigneurs normands à Édouard III constituerait une menace majeure pour la légitimité des Valois. Le roi français nomme même Geoffroy d'Harcourt capitaine souverain en Normandie. Quand il était duc de Normandie, Jean le Bon a logiquement noué des liens étroits avec les Tancarville qui représentent le clan loyaliste. Or, le vicomte Jean II de Melun a épousé Jeanne, la seule héritière du comté de Tancarville. Par la suite, ce sont les Melun-Tancarville qui forment l'ossature du parti de Jean le Bon, alors que Godefroy de Harcourt est le défenseur historique des libertés normandes et donc du parti réformateur. Le rapprochement entre ce dernier et Charles de Navarre, qui se pose en champion des réformateurs, va de soi,.

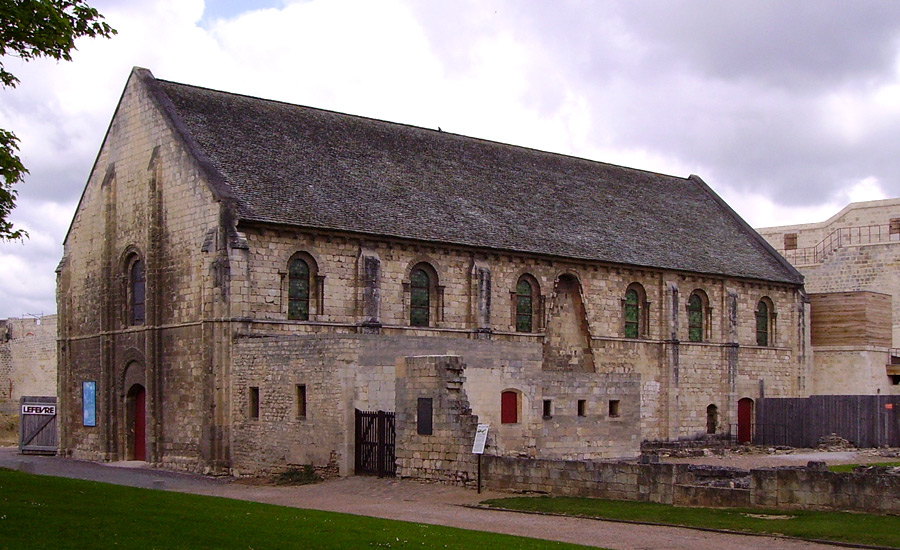
L’Échiquier(XIIe siècle) rend justice en Normandie. La seconde Charte aux Normands de 1339, leur garantit le droit de ne jamais être cités devant une autre juridiction.

Le 19 novembre 1350, Jean le Bon fait exécuter le connétable Raoul de Brienne. Celui-ci rentre juste de captivité en Angleterre. Les causes de son exécution sont restées secrètes mais il semble qu'il ait été convaincu de haute trahison. En effet, il s'agit d'un gentilhomme dont le domaine est partagé entre plusieurs royaumes (France, Angleterre et Irlande). Comme tous les seigneurs dont les possessions ont une façade maritime à l'ouest (sauf ceux dont les domaines sont dans le bassin de la Seine et qui peuvent facilement commercer avec Paris), il a intérêt à soutenir l'Angleterre pour des raisons économiques (le transport maritime étant à l'époque plus performant que le transport terrestre, la Manche constitue une intense zone d'échanges). Raoul de Brienne aurait négocié sa libération contre l'engagement de reconnaître Édouard III comme roi de France, ce dont Jean le Bon aurait eu connaissance par l'interception de courriers à destination du souverain anglais. Le roi ne souhaite pas que cela s'ébruite car cela remettrait en avant le problème des droits d'Édouard à la couronne de France. En une seule journée, Raoul de Brienne est arrêté, jugé à huis clos, décapité et ses biens confisqués. L'opacité sur les raisons de cette exécution expéditive laisse place aux rumeurs : il se dit que le connétable a été exécuté parce qu'il avait entretenu une liaison avec feue la reine Bonne de Luxembourg (ce qui permet de discréditer les futurs Valois en instituant un doute sur leur hérédité et donc leur légitimité). L'émotion est vive, Raoul de Brienne a de nombreux soutiens qui se rangent alors dans le camp navarrais : en particulier les seigneurs normands et la noblesse du nord-ouest (de Picardie, d'Artois, du Vermandois, du Beauvaisis et de la Flandre dont l'économie dépend des importations de laine anglaise) qui pourraient passer côté anglais se sentent menacés et se rangent derrière Charles de Navarre ou les frères de Picquigny, fidèles alliés du connétable. Au lendemain du meurtre du connétable, Charles le Mauvais écrit au duc de Lancastre : « Tous les nobles de Normandie sont passés avec moi à mort à vie ».

#### Le parti du roi
Les proches du roi ont la réalité du pouvoir entre les mains au détriment du parti navarrais. Le parti royal est structuré autour des Melun-Tancarville : Jean II, vicomte de Melun, qui a épousé Jeanne, seule héritière du comté de Tancarville, et qui est à la tête de l'un des deux grands partis normands, son aîné Benjamin Adam, qui a récupèré la charge de chambellan de Normandie, habituellement donnée aux Tancarville, et son cadet Guillaume, qui est, lui, archevêque de Sens.

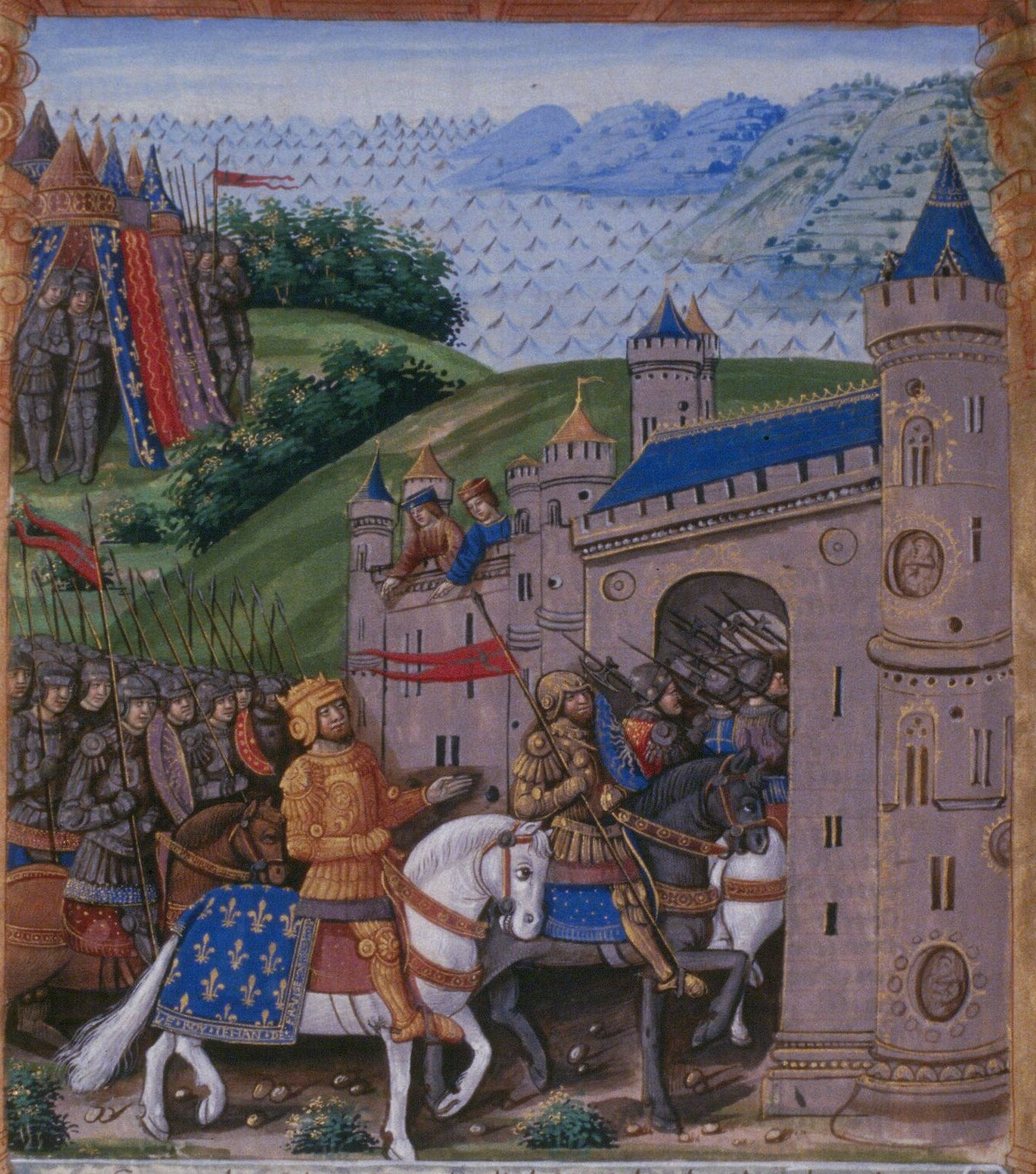
Prise de Saint-Jean-d'Angély

En 1350, Jean le Bon ramène dans ce parti les fils de Robert d'Artois en donnant le comté d'Eu à Jean d'Artois qui était privé des terres paternelles et emprisonné à Château-Gaillard avec ses deux frères et sa mère à la suite de la trahison de son père. Le roi avait récupéré le comté d'Eu après avoir fait exécuter le connétable Raoul de Brienne. Les Artois entrent de plain-pied dans le clan des Melun-Tancarville quand Jean épouse Isabelle de Melun, fille de Jean de Melun. Celui-ci est soutenu par ses cousins Bourbons. Mais l'incarnation de son parti est son favori, Charles de La Cerda. En 1352, ce dernier épouse Marguerite de Blois, fille de Charles de Blois (le candidat à la succession de Bretagne soutenu par le roi de France), ce qui lui vaut le soutien de seigneurs bretons tels que Bertrand Du Guesclin. Il reçoit également le soutien de sa famille : le vicomte Jean de Melun, son beau-père, et la comtesse d'Alençon, Marie de la Cerda, sa cousine, veuve des comtes Charles d'Étampes et Charles II d'Alençon. Il a ses fidèles dans l'armée royale, comme le maréchal Arnoul d'Audrehem. Il joue un jeu habile, attire à lui des membres de familles liées depuis des années aux Évreux-Navarre pour affaiblir l'influence du puissant parti navarrais qui menace le roi.
Charles de La Cerda accumule les honneurs, Jean le Bon lui confie missions diplomatiques et commandements militaires ou maritimes. Il reçoit du roi le comté Angoulême en décembre 1350 et la charge de connétable en 1351. Il s'illustre par une brillante campagne en Poitou où il prend Saint-Jean-d'Angély.
Jean le Bon essaie de se concilier les bonnes grâces de Charles de Navarre et le nomme, alors qu'il n'est âgé que de dix-neuf ans, lieutenant général du Languedoc. Cette manœuvre habile permet aussi de l'éloigner de la cour (il doit rejoindre Toulouse) et d'éviter que la contestation se propage. Charles de Navarre s'acquitte bien de ses fonctions civiles, mais il échoue à reprendre la place de Montréal près d'Agen. Au bout de seulement quatre mois, il rentre à Paris.

#### Mariage avec Jeanne de France
En 1352, le roi décide donc de le rassurer quant à son importance dans le royaume en lui donnant la main de sa fille aînée, Jeanne, qui n'a que huit ans. Il espère que, devenu « fils du roi », Navarre abandonnera ses prétentions à la couronne et tempérera ses élans contre les Valois. L'affaire se règle rapidement. Le roi, qui a la « garde féodale » de son jeune cousin, abrège la minorité de Charles de Navarre, fixée à 21 ans en Normandie. Charles le Mauvais sait que le fait d'épouser la fille du roi ne lui apportera pas grand-chose, mais la dot de la mariée est considérable : 100 000 écus, payés sur les revenus de la Monnaie royale (il doit recourir à une mutation monétaire pour la réunir). Enfin, Charles de Navarre voit là l'occasion de faire ombrage au favori de Jean le Bon, le connétable Charles d'Espagne. Navarre donne finalement son consentement au mariage : il épouse Jeanne de France en février 1352.
Mais Jean le Bon, par une suite de maladresses, s'aliène rapidement son nouveau gendre. Le roi de France tarde à lui verser l'énorme dot. Outre cette dot, Jean le Bon est déjà débiteur d'anciennes créances envers Charles de Navarre. Par ailleurs, il a donné le comté d'Angoulême à son favori Charles de la Cerda. Or, ce comté avait appartenu à la mère de Charles de Navarre, Jeanne, qui, à la fin de sa vie, l'avait toutefois échangé, par un accord avec le roi Philippe VI de France, contre les châtellenies de Beaumont, Asnières-sur-Oise et Pontoise. Cet accord, arraché à Jeanne quatre jours avant sa mort, avait également dû contribuer au ressentiment de Charles de Navarre. Non seulement, Jean le Bon, devenu roi, n'avait pas confirmé l'échange, mais avait conservé le comté d'Angoulême jusqu'à le céder à son favori en octobre 1352.
Héritier de sa mère Jeanne, Charles, s'estime lésé ; en conséquence, il fourbit ses armes et fait passer des troupes de Navarre en Normandie et vallée de Seine durant l'été 1353 : à Mantes, Meulan et Évreux, il a 600 hommes.

#### Négociations de paix
Sous la pression du pape Innocent VI, Anglais, Français et Bretons négocient la paix dans la guerre de Cent Ans et dans la guerre de Succession de Bretagne. Le conflit breton est en effet dans une phase de statu quo : Jean de Montfort, soutenu par les Anglais, est mort et son fils n'a que quatre ans ; Charles de Blois, soutenu par les Français, est prisonnier à Londres et négocie sa rançon. Édouard III obtient, par le traité de Westminster du 1er mars 1353, qu'en contrepartie de la reconnaissance de Charles de Blois comme duc de Bretagne, ce dernier s'engage à verser une rançon de 300 000 écus et à ce que la Bretagne signe un traité d'alliance perpétuelle avec l'Angleterre. Cette alliance doit être scellée par le mariage de Jean (le fils de Jean de Montfort) avec la fille d'Édouard III, Marie. Les époux étant cousins, le mariage nécessite des lettres de dispense canonique que le pape n'accorderait qu'avec l'approbation du roi de France. Or, Charles de La Cerda s'est marié en mars 1352 avec Marguerite de Blois (la fille de Charles de Blois). Très proche du roi de France, il a son mot à dire dans cette négociation et fait partie des plénipotentiaires. En revanche, Charles le Mauvais est soigneusement tenu à l'écart des négociations. Une paix franco-anglaise nuirait à ses intérêts car, sans la menace d'une alliance anglo-navarraise, il n'a aucune chance de faire valoir ses prétentions sur la Champagne et, a fortiori, sur la couronne de France. Or, début janvier 1354, au moment où Charles de La Cerda part pour la Normandie, le roi a donné son accord au mariage. Dès lors, Charles le Mauvais décide de faire capoter les négociations et de se saisir de la personne de Charles de La Cerda, dans le but d'influer sur le cours des tractations.

#### Assassinat du connétable Charles d'Espagne
Charles de Navarre est soigneusement tenu à l'écart du conseil du roi et Charles de La Cerda, dit Charles d'Espagne, s'active à détricoter son réseau de fidèles. Évidemment, tout cela ne peut qu'en faire l'ennemi mortel du parti navarrais, qui répand des rumeurs, à l'époque, calomnieuses d'homosexualité pour expliquer ses liens avec le roi.
Quand le roi de France accorde à son favori le comté d'Angoulême et la charge de connétable, Charles de Navarre, se voit écarté des affaires du royaume et son ressentiment contre Jean le Bon augmente d'autant que le connétable est d'un rang très inférieur au sien. Le roi n'avait toujours pas versé la dot promise un an auparavant lors du mariage et n'avait pas encore donné les possessions promises à son gendre (les chatellenies de Beaumont et de Pontoise).
En 1353, une empoignade oppose le comte de Longueville, frère de Charles le Mauvais, au connétable, dans les appartements du roi. Le favori accuse le Navarrais d'être un faux-monnayeur et un menteur patenté. Ce dernier, excédé, tire sa dague et menace le favori du roi. Jean le Bon ramène Philippe de Navarre à la raison. Le connétable quitte la scène sous les insultes de l'outragé qui crie vengeance.
Philippe de Navarre se retire sur ses terres de Normandie. Il apprend, le 8 janvier 1354, que Charles d'Espagne est en Normandie et qu'il va passer la nuit à l'auberge de la « Truie-qui-File », à L'Aigle. Il prévient alors son frère, dont les hommes encerclent l'auberge pour se saisir de la personne du connétable. L'aventure tourne au carnage et Charles de La Cerda, agenouillé et suppliant les Navarrais de l'épargner, est lardé de coups d'épée par les hommes de Philippe de Navarre.

#### Traité de Mantes

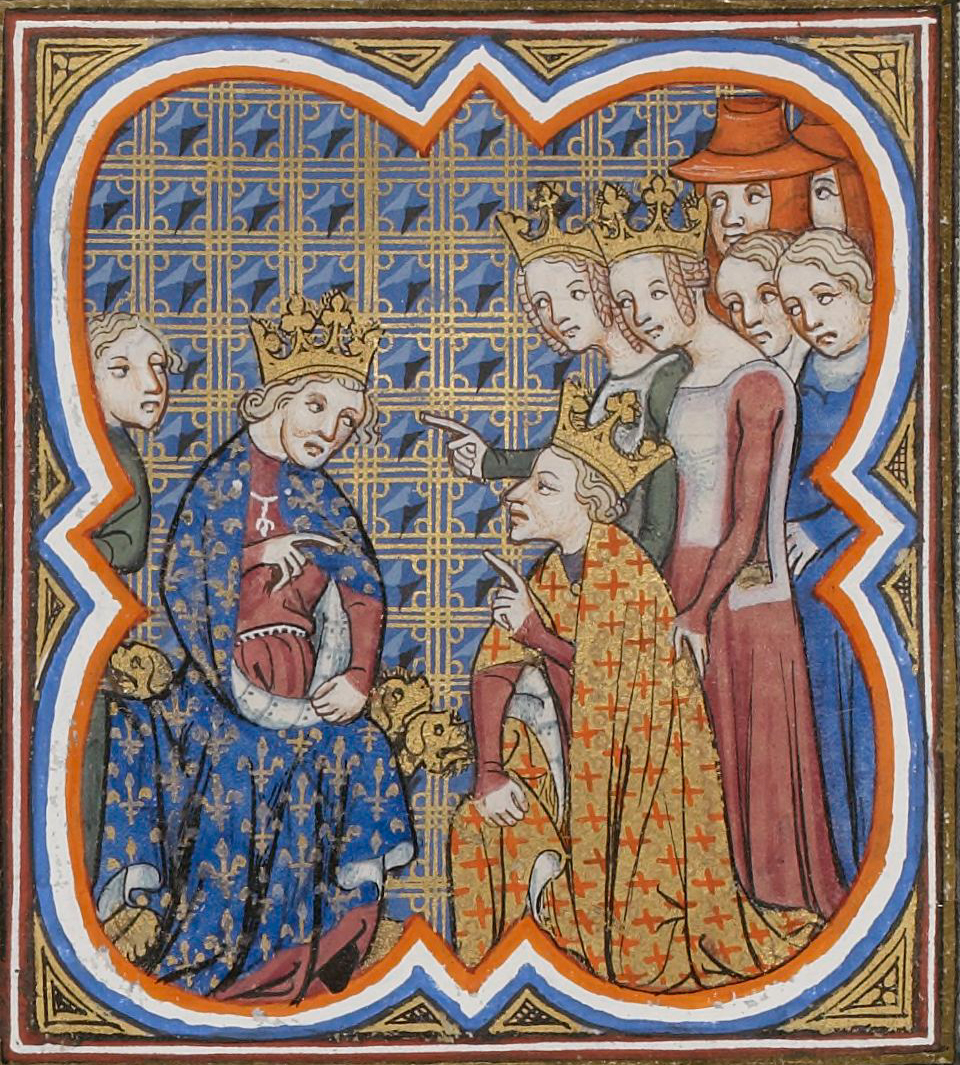
Charles de Navarre pardonné par Jean le Bon grâce au soutien de Blanche de Navarre et Jeanne d'Évreux.

Charles de Navarre souhaitait la capture du connétable et non son assassinat mais en endosse la responsabilité pour couvrir son ombrageux et impulsif frère, Philippe de Navarre, qui fut l'exécutant. Alors que Jean le Bon reste prostré quatre jours à l'annonce de la mort de Charles de la Cerda, montrant qu'il ne peut maîtriser son émotion, le Navarrais se pose en chef d'État et revendique pleinement le meurtre qu'il justifie comme étant une question d'honneur.
Charles de Navarre est fortement soutenu et les seigneurs normands se rangent derrière lui tandis que les châteaux normands sont réarmés. Il envoie Jean de Fricamp, surnommé Friquet, emprunter de l'argent à Bruges pour lever une armée. Dès le 10 juillet 1354, la chancellerie navarraise envoie des courriers demandant une aide militaire à Édouard III, au Prince noir, à la reine Philippa de Hainaut, et au duc de Lancastre. Allié aux Anglais, il a les moyens de contraindre le roi de France à accepter l'assassinat de son favori. Le 22 février 1354, Jean le Bon doit accepter des concessions au traité de Mantes pour éviter une reprise de la guerre de Cent Ans. Par ce traité, Charles II le Mauvais renonce à réclamer les châtellenies d'Asnières-sur-Oise, Pontoise et Beaumont que le roi ne lui avait toujours pas remises. En contrepartie, il reçoit le comté de Beaumont-le-Roger, les châteaux de Breteuil, Conches et de Pont-Audemer, le clos du Cotentin avec la ville de Cherbourg, les vicomtés de Carentan, Coutances et Valognes, en Normandie. Il peut recevoir l'hommage des seigneurs normands qui l'ont soutenu. Ce traité lui donne également la permission de tenir chaque année un échiquier, il pourra y rendre justice sans que des appels puissent être envoyés au parlement de Paris. Au total, il reçoit toutes les prérogatives du duc de Normandie sans en avoir le titre. D'autre part, l'assassinat de Charles de la Cerda a compromis les accords de paix franco-anglais : ni la guerre de Cent Ans, ni la guerre de Succession de Bretagne ne sont réglées. Charles le Mauvais est en position de force, il n'a jamais été aussi puissant.
Pour faire bonne mesure il doit se rendre à Paris pour demander son pardon au roi. Louis d'Anjou, deuxième fils de Jean le Bon, est livré en otage pour garantir la sécurité du Navarrais. Ce dernier se rend donc au palais de la Cité le 4 mars 1354, et demande pardon sans contrition et sans reconnaître aucun tort en la grande chambre du Parlement.
Le duc de Lancastre peut s'estimer floué, mais les partisans de Charles étant revenus en force dans le conseil du roi, les négociations de Guînes évoluent très favorablement pour les Anglais qui recevraient en toute souveraineté toute l'Aquitaine des Plantagenêt (le tiers du royaume de France), garderaient Calais contre le renoncement à la couronne de France. Cet accord, qui préfigure le traité de Brétigny, est signé le 6 avril 1354. Le traité de Guînes doit être confirmé et solennisé à Avignon à l'automne et une trêve jusqu'au 1er avril 1355 est conclue.

#### Tentative d'assassinat et négociations à Avignon
Mais le roi Jean le Bon ne digère pas la mort du connétable Charles de la Cerda et d'avoir dû céder face à Charles de Navarre au traité de Mantes. En août 1354, il cherche à éliminer physiquement son gendre : il invite les trois frères de Navarre à un dîner en son palais dans le but de les assassiner. Avertis, ils échappent de peu à la mort, quittent Paris pour Évreux puis se séparent : Charles se rend à Avignon, Philippe en Cotentin et Louis en Navarre.
En novembre 1354, Charles le Mauvais se trouve à Avignon lors des négociations de paix sous l'égide du pape. Pour lui, un traité de paix franco-anglais serait une catastrophe, surtout si Édouard III acceptait de renoncer à la couronne. Faisant semblant de quitter la ville, il revient en cachette et fait capoter les négociations. En parallèle, il conclut donc avec le duc de Lancastre un pacte qui prévoit le démembrement de la France : Édouard recevra la couronne de France mais laissera à son cousin Charles de Navarre la Normandie, la Champagne, la Brie, le Languedoc et quelques autres fiefs,. Mais les Anglais, échaudés par les revirements incessants du Navarrais, se méfient et le débarquement promis n'aura jamais lieu. D'autre part, Jean le Bon ne peut accepter le traité de Guînes et refuse de le confirmer à Avignon.

#### Arrestation par Jean le Bon

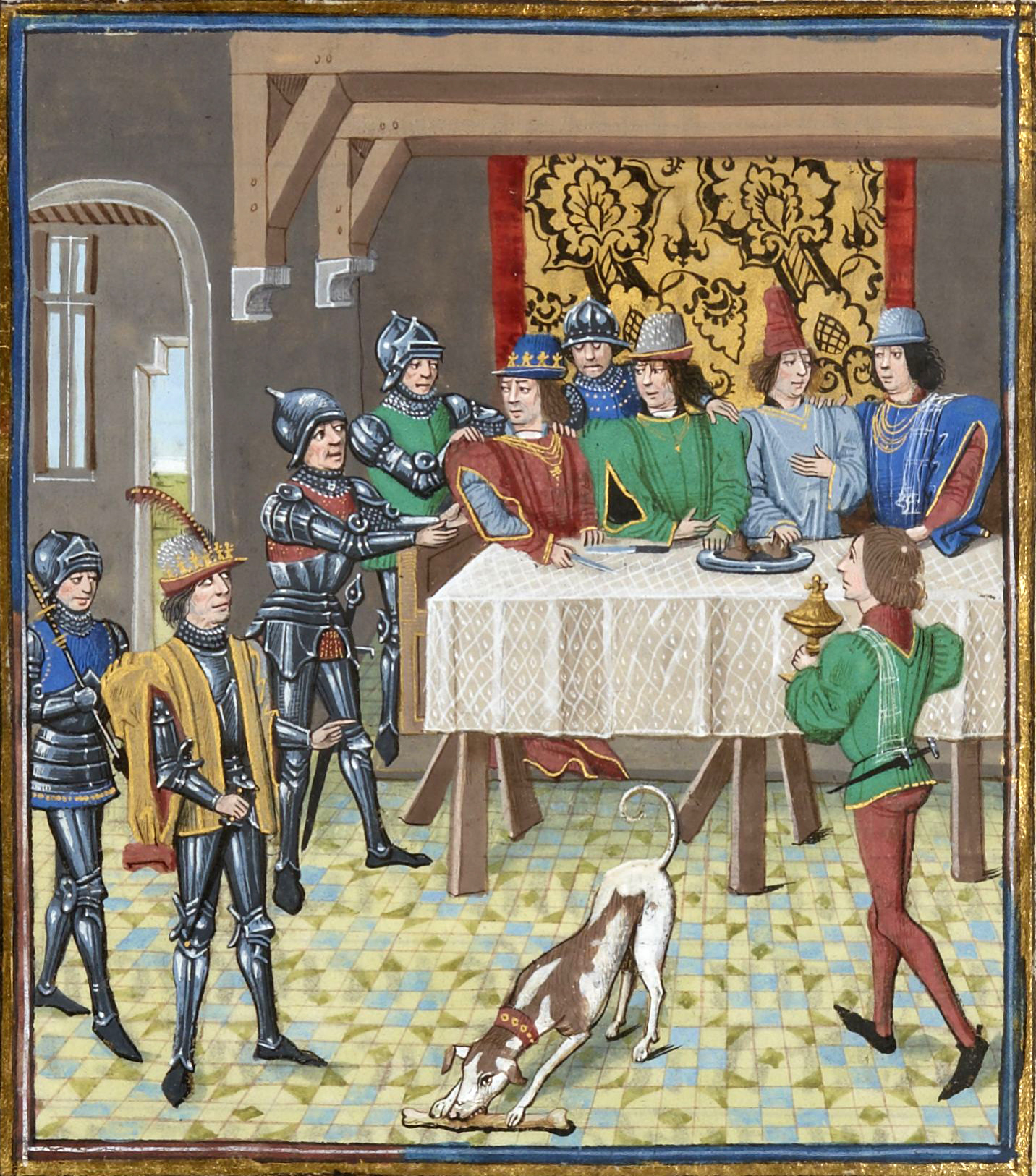
Arrestation de Charles le Mauvais dans la grande salle du logis royal du Château de Rouen

Excédé de l'agitation suscitée par Charles de Navarre en Normandie, Jean le Bon décide de mettre le Navarrais hors d'état de nuire. Le 5 avril 1356, le dauphin et duc de Normandie a convié en son château de Rouen toute la noblesse de la province, à commencer par le comte d'Évreux, Charles le Mauvais. La fête bat son plein lorsque surgit Jean II le Bon, coiffé d'un bassinet et l'épée à la main, qui vient se saisir de Charles le Mauvais en hurlant : « Que nul ne bouge s'il ne veut être mort de cette épée ! » À ses côtés, son frère, Philippe d'Orléans, son fils cadet, Louis d'Anjou, et ses cousins d'Artois forment une escorte menaçante. À l'extérieur, une centaine de cavaliers en armes tiennent le château. Jean le Bon se dirige vers la table d'honneur, agrippe le roi de Navarre par le cou et l'arrache violemment de son siège en hurlant : « Traître, tu n'es pas digne de t'asseoir à la table de mon fils ! » Colin Doublet, écuyer de Charles le Mauvais, tire alors son couteau pour protéger son maître, et menace le souverain. Il est aussitôt appréhendé par l'escorte royale qui s'empare également du Navarrais,. Excédé par les complots de son cousin avec les Anglais, le roi laisse éclater sa colère qui couve depuis la mort, en janvier 1354, de son favori, le connétable Charles de La Cerda.
Malgré les supplications de son fils qui, à genoux, implore de ne point le déshonorer ainsi, le roi se tourne vers Jean d'Harcourt, infatigable défenseur des libertés provinciales, mais qui a été mêlé à l'assassinat de Charles de La Cerda. Il lui assène un violent coup de masse d'arme sur l'épaule avant d'ordonner son arrestation. Le soir même, le comte d'Harcourt et trois de ses compagnons, dont l'écuyer Doublet, sont conduits au lieu-dit du Champ du Pardon. En présence du roi, le bourreau, un criminel libéré pour la circonstance qui gagne ainsi sa grâce, leur tranche la tête.
Deux jours plus tard, la troupe regagne Paris pour célébrer la fête de Pâques. Charles le Mauvais est emprisonné au Louvre, puis au Châtelet. Mais la capitale n'est pas sûre, aussi est-il finalement transféré à la forteresse d'Arleux, près de Douai, en terre d'empire.

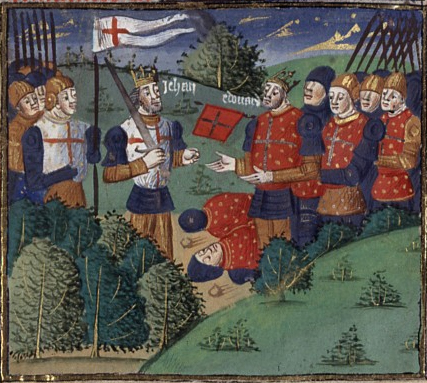
Reddition de Jean le Bon, à la bataille de Poitiers

Incarcéré, Navarre gagne en popularité ; ses partisans le plaignent et réclament sa liberté. La Normandie gronde et nombreux sont les barons qui renient l'hommage prêté au roi de France et se tournent vers Édouard III d'Angleterre. Pour eux, Jean le Bon a outrepassé ses droits en arrêtant un prince avec qui il a pourtant signé la paix. Pire encore, ce geste est perçu par les Navarrais comme le fait d'un roi qui se sait illégitime et espère éliminer un adversaire dont le seul tort est de défendre ses droits à la couronne de France. Philippe de Navarre, le frère de Charles le Mauvais, envoie son défi au roi de France le 28 mai 1356. Les Navarrais, et particulièrement les seigneurs normands, passent en bloc du côté d'Édouard III qui, dès le mois de juin, lance ses troupes dans de redoutables chevauchées, en Normandie et en Guyenne. Le roi, qui a levé une armée grâce aux impôts obtenus par les États généraux de 1355 et 1356 contre le contrôle des finances par les États, se doit de prouver que cet argent est bien utilisé. Il doit rétablir le prestige des Valois en faisant montre de bravoure sur le champ de bataille. Quant aux villes, considérant qu'elles sont plus aptes à gérer les finances et même plus capables que la noblesse à vaincre les Anglais (les Flamands ont bien réussi à montrer lors de la bataille de Courtrai que des tisserands pouvaient vaincre l'ost royal), elles envoient des troupes pour se battre avec l'ost à Poitiers. Mais l'enjeu étant de montrer que la noblesse reste capable d'assurer la mission protectrice qui est la sienne dans la société féodale, ces troupes sont renvoyées par Jean le Bon. Le 19 septembre, à la bataille de Poitiers, les Anglais font preuve, une nouvelle fois, de la supériorité tactique conférée par l'arc long. Cette supériorité oblige la chevalerie française, dont les montures ne sont pas protégées à l'époque, à charger à pied, mais elle est facilement balayée par une charge de cavalerie anglaise. Refusant de quitter le champ de bataille pour prouver sa légitimité, Jean le Bon se bat héroïquement avec ses plus proches fidèles. Il est cependant fait prisonnier par les Anglais, mais sauve sa couronne.

### Alliance avec Étienne Marcel

#### L'ordonnance de 1357
Les mercenaires démobilisés après la Bataille de Poitiers se regroupent en Grandes compagnies et pillent le pays. Il faut financer une armée permanente pour éviter ces pillages qui entrainent un fort mécontentement populaire. Le fils aîné du roi, le dauphin Charles, est régent en l’absence de son père, mais il n'a que dix-huit ans, peu de prestige personnel (d'autant qu'il a quitté le champ de bataille de Poitiers, contrairement à son père et son frère Philippe le Hardi), peu d'expérience et doit porter sur ses épaules le discrédit des Valois. Il s'entoure des membres du conseil de son père, qui sont très décriés.
Les États généraux se réunissent le 17 octobre 1356. Le dauphin, très affaibli, va se heurter à une forte opposition : Étienne Marcel, à la tête de la bourgeoisie et allié avec les amis de Charles Navarre, eux-mêmes regroupés autour de l'évêque de Laon, Robert Le Coq. Les États généraux déclarent le dauphin Lieutenant général et défenseur du royaume en l’absence de son père et lui adjoignent un conseil de douze représentants de chaque ordre.
Les États exigent la destitution des conseillers les plus compromis (honnis pour avoir brutalement dévalué la monnaie à plusieurs reprises), la capacité à élire un conseil qui assistera le roi ainsi que la libération du Navarrais. Le dauphin, proche des idées réformatrices, n'est pas contre l'octroi d'un rôle plus important des États dans le contrôle de la monarchie. En revanche, la libération de Charles de Navarre est inacceptable car elle mettrait fin au règne des Valois. Pas assez puissant pour pouvoir refuser d'emblée ces propositions, le dauphin ajourne sa réponse (prétextant l'arrivée de messagers de son père), congédie les États généraux et quitte Paris, son frère Louis (le futur duc d’Anjou) réglant les affaires courantes. Les États généraux sont prorogés et seront convoqués de nouveau le 3 février 1357.
Pendant ce temps, le dauphin va à Metz rendre hommage à son oncle l'empereur Charles IV pour le Dauphiné, ce qui lui permet d'obtenir son soutien diplomatique. À son retour en mars 1357, il accepte la promulgation de la « grande ordonnance », esquisse d'une monarchie contrôlée et vaste plan de réorganisation administrative, mais obtient le maintien en captivité de Charles de Navarre. Une commission d'épuration doit destituer et condamner les fonctionnaires fautifs (et particulièrement les collecteurs d'impôts indélicats) et confisquer leurs biens. Neuf conseillers du dauphin sont révoqués : Étienne Marcel tient sa vengeance contre Robert de Lorris. Six représentants des États entrent au conseil du roi, qui devient un conseil de tutelle. L'administration royale est surveillée de près : les finances, et particulièrement les mutations monétaires et les subsides extraordinaires, sont contrôlées par les États.

#### Libération de Charles de Navarre

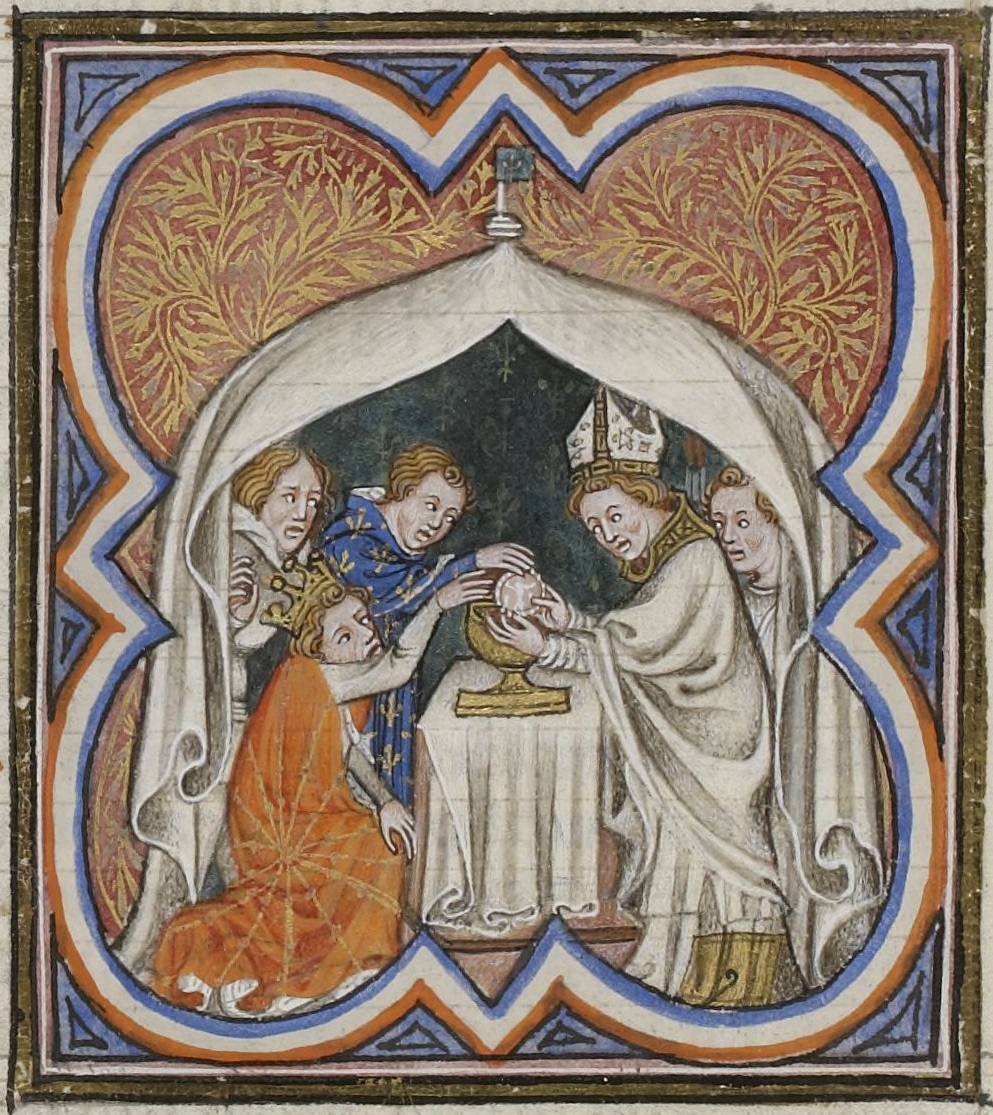
Charles V ne peut qu'accepter la réconciliation avec Charles de Navarre libéré.

Un gouvernement de régence contrôlé par les États avec son assentiment est donc mis en place. Deux conseils cohabitent : celui du dauphin et celui des États. Mais, pour les réformateurs, et particulièrement les Navarrais, cela ne suffit pas : le retour du roi de captivité peut mettre fin à cet essai institutionnel. Les États organisent donc la libération de Charles de Navarre, qui peut prétendre à la couronne et est toujours enfermé dans la forteresse d'Arleux. Cependant, pour se dédouaner face au dauphin, on fournit à cette libération un caractère spontané, lui donnant l’aspect d’un coup de main de fidèles navarrais (les frères de Picquigny). Le retour de Charles de Navarre est méticuleusement organisé : il est libéré le 9 novembre, il est reçu avec le protocole réservé au roi dans les villes qu’il traverse, accueilli par les notables et la foule réunie par les États. Le même cérémonial se reproduit dans chaque ville depuis Amiens jusqu’à Paris : il entre avec une magnifique escorte, est reçu par le clergé et les bourgeois en procession, puis il harangue une foule toute acquise, expliquant qu’il a été spolié et injustement incarcéré par Jean le Bon alors qu’il est de droite lignée royale. Mis devant le fait accompli, le dauphin ne peut refuser la demande d’Étienne Marcel et de Robert le Coq. Il signe donc des lettres de rémissions pour le Navarrais, qui effectue tranquillement son triomphal retour. Le 30 novembre, il harangue 10 000 Parisiens réunis par Étienne Marcel au Pré-aux-Clercs. Le 3 décembre, Étienne Marcel s’invite avec un fort parti bourgeois au conseil qui doit décider de la réhabilitation de Charles de Navarre, sous prétexte d’annoncer que les États réunis aux cordeliers ont consenti à lever l’impôt demandé par le dauphin et qu’il ne reste que l’accord de la noblesse (qui se réunit séparément des autres États) à obtenir. Le dauphin ne peut encore qu’acquiescer et réhabiliter Charles le Mauvais. Pis encore, les États doivent trancher la question dynastique le 14 janvier 1358. La couronne des Valois est menacée. Charles le Mauvais exploite le mois d’attente pour faire campagne. Le 11 janvier, à Rouen, il organise une cérémonie expiatoire réhabilitant les seigneurs normands décapités lors de son arrestation, ce qu’il fait en grande pompe pour séduire la noblesse et la bourgeoisie normandes. D'autre part, craignant le retour de Jean le Bon, il monte une armée en Normandie.
Le dauphin, de son côté, se montre actif en organisant la défense du pays contre les nombreux mercenaires qui, faute de solde, pillent le pays. Les maréchaux de Normandie, de Champagne et de Bourgogne se rendent à sa cour. Il fait monter sur Paris une armée de 2 000 hommes venus du Dauphiné sous prétexte de protéger Paris des exactions des Compagnies. Cela met aussi sous pression la ville. Le 11 janvier, il s’adresse aux Parisiens aux Halles, expliquant pourquoi il lève une armée et demandant aux États pourquoi la défense du pays n’est pas assurée malgré l’argent prélevé lors des levées d’impôts : c’est un succès et Étienne Marcel doit organiser d’autre réunions noyautées par ses partisans pour le mettre en difficulté. Le 14 janvier, les États n’arrivent pas à s’entendre sur la question dynastique, ni sur la levée d’un nouvel impôt et, pour renflouer les caisses de l’État, on décide d’une nouvelle mutation monétaire. Les esprits s’échauffent contre les États, pour le plus grand bénéfice du dauphin.
Au total, l'exécution de l'ordonnance de 1357 est vite bloquée. La commission d'épuration est désignée mais ne fonctionne que cinq mois. Les collecteurs d'impôts nommés par les États rencontrent l'hostilité des paysans et des artisans pauvres. Les six députés entrés au conseil de tutelle sont en minorité et les États généraux manquent d’expérience politique pour contrôler en permanence le pouvoir du dauphin qui, en acquérant du savoir-faire, retrouve l'appui des fonctionnaires. Les déplacements fréquents, coûteux et dangereux à l'époque, découragent les députés de province et les États sont de moins en moins représentatifs. Peu à peu, seule la bourgeoisie parisienne vient siéger aux assemblées. Enfin, Jean le Bon, qui garde un grand prestige, désavoue le dauphin et, depuis sa prison, interdit l'application de l'ordonnance de 1357. Étienne Marcel, constatant l'échec de l'instauration d'une monarchie contrôlée par voie législative, essaie de la faire proclamer par la force. Il est à noter qu'il ne remet pas en cause la nécessité d'avoir un souverain, mais il doit composer avec celui qui lui laissera le plus de pouvoir. Il oscille entre la faiblesse supposée du dauphin et la cupidité de Charles le Mauvais.
- Possessions de Charles de Navarre
- Territoires contrôlés par Édouard III avant le traité de Brétigny
- Chevauchée d'Édouard III en 1359-60
- Territoires cédés par la France à l'Angleterre par le traité de Brétigny (suit le tracé du premier traité de Londres)

Royaume de France entre 1356 et 1363 : Jacqueries et Compagnies
Possessions de Charles de Navarre
Territoires contrôlés par Édouard III avant le traité de Brétigny
Territoires cédés par la France à l'Angleterre par le traité de Brétigny (suit le tracé du premier traité de Londres)

Pendant ce temps, Charles de Navarre, à la tête de ses troupes anglo-navarraises, prend contrôle de toute la basse Normandie puis remonte la vallée de la Seine. Il reçoit des renforts : son lieutenant Martin Henriquez débarque à Rouen avec 1400 hommes.
Voyant la situation évoluer vers une monarchie contrôlée avec Charles de Navarre à sa tête, Jean le Bon se décide à conclure les négociations. Pour cela, il faut négocier directement avec Édouard III. Jean le Bon est donc transféré de Bordeaux à Londres. Ses conditions d’incarcération sont royales : il est logé avec sa cour, composée de plusieurs centaines de personnes (proches capturés avec lui à Poitiers et ceux qui sont venus de leur plein gré), est hébergé à l’Hôtel de Savoie et a toute liberté de circulation en Angleterre.
En janvier 1358, il accepte le premier traité de Londres qui prévoit :
- la cession en pleine souveraineté des anciennes possessions d'Aquitaine des Plantagenêt (le tiers du pays) : la Guyenne (mise sous commise par Philippe VI au début du conflit), la Saintonge, le Poitou, le Limousin, le Quercy, le Périgord, le Rouergue et la Bigorre ;
- une rançon de quatre millions d'écus ;
- la non-renonciation d'Édouard III à la couronne de France[74].

#### L'assassinat des maréchaux
La nouvelle de l'acceptation par Jean le Bon du premier traité de Londres, qui cède le tiers du territoire français à l'Angleterre, provoque un tollé dont Étienne Marcel va profiter. Le 22 février 1358, Étienne Marcel déclenche une émeute réunissant trois mille personnes qu'il a convoquées en armes.
Puis la foule envahit le Palais de la Cité pour affronter le régent. Le maréchal de Champagne, Jean de Conflans, et le maréchal de Normandie, Robert de Clermont, dont les armées stationnent devant Paris, sont tués devant le prince, qui est couvert de leur sang et croit son existence menacée. Marcel l'oblige à coiffer le chaperon rouge et bleu des émeutiers (aux couleurs de Paris) alors que lui-même revêt le chapeau du dauphin et demande à renouveler l’ordonnance de 1357.

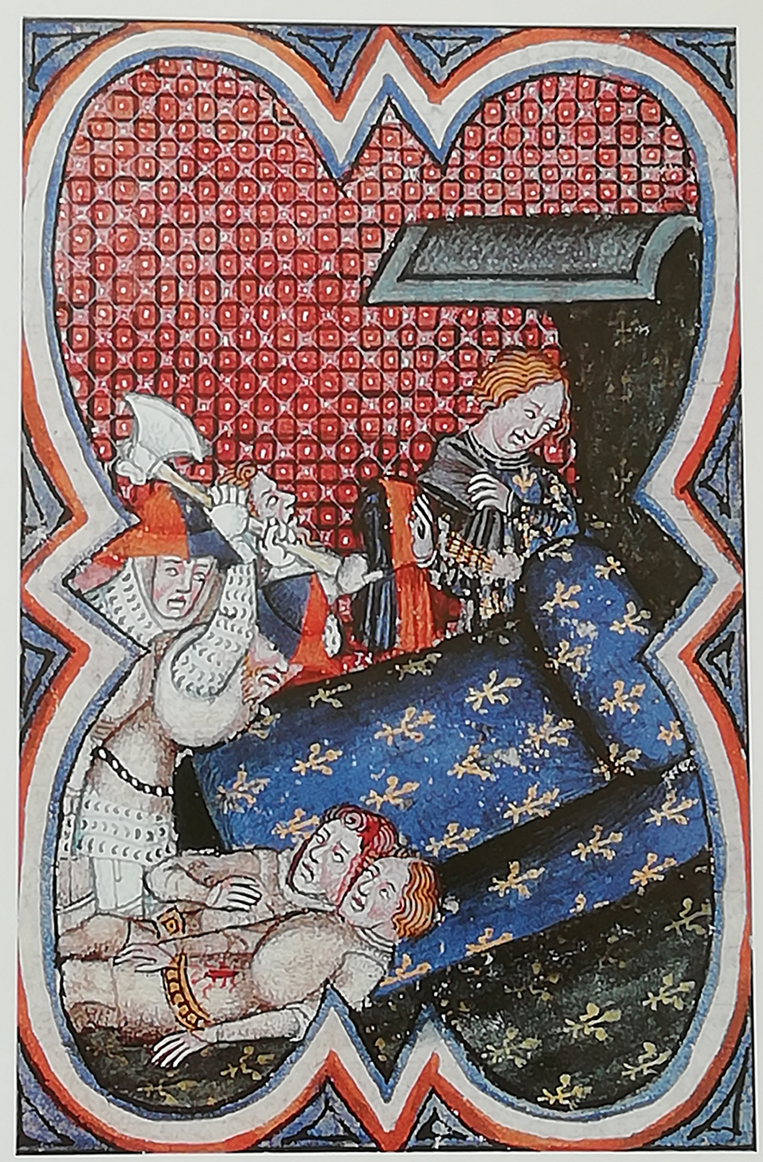
Meurtre des maréchaux. En arrière-plan, Étienne Marcel tend un chaperon rouge et bleu au dauphin.

Marcel épargne l'héritier car il le sous-estime et pense pouvoir le contrôler aisément : c'est une lourde erreur. Fort de l'ascendant qu'il estime avoir sur le dauphin qu'il va faire nommer régent, il pense pouvoir se passer de Charles de Navarre, qu'il pousse à quitter Paris. Étienne Marcel se rend ensuite place de Grève où il remercie la foule d'encourager à éliminer « les traîtres du royaume ». Il écrit aux villes de provinces pour justifier son geste, mais seules Amiens et Arras donnent des signes de soutien. Il force ensuite le dauphin qui, tant qu'il est à Paris, reste sous la pression éventuelle de la rue, à ratifier le meurtre de ses conseillers. Le dauphin ne peut qu’accepter un nouveau changement institutionnel : son conseil est épuré (quatre bourgeois y entrent), le gouvernement et les finances sont aux mains des États, Charles le Mauvais reçoit un commandement militaire et de quoi financer une armée de 1 000 hommes, le dauphin obtient de devenir régent du royaume ce qui permet de ne plus tenir compte des décisions du roi tant qu’il est en captivité (et en particulier de ne pas accepter des traités de paix inacceptables).
Pour ratifier cette nouvelle ordonnance et, en particulier, valider son contenu fiscal, il faut l’accord de la noblesse dont une partie ne veut plus se réunir à Paris (notamment Champenois et Bourguignons scandalisés par l’assassinat des maréchaux). La noblesse doit se réunir à Senlis : c’est l’occasion qu’attendait le dauphin pour quitter Paris (ce qu’il fait le 17 mars). Étienne Marcel, pensant le contrôler, lui adjoint dix bourgeois pour le représenter et surveiller le dauphin.
Le dauphin participe aux États de Champagne, qui ont lieu le 9 avril à Provins. Là, il est soutenu par la noblesse de l’est du royaume et les délégués parisiens sont mis en difficulté,. Fort de ce soutien, le dauphin s’empare des forteresses de Montereau et de Meaux. L’accès de Paris par l'est est bloqué. Au sud et à l’ouest, les compagnies écument le pays. Il ne reste que la voie du nord qui préserve l'accès de Paris aux villes des Flandres. Les accès fluviaux ayant été bloqués, Étienne Marcel doit réagir pour empêcher l’asphyxie économique de la capitale.
Le 18 avril, Étienne Marcel envoie son défi au dauphin. La ville se prépare au combat : on creuse des fossés, le remblai constituant un talus pour arrêter les tirs d’artillerie. On finance ces travaux par une mutation monétaire et en prélevant un impôt, ce qui diminue la confiance des Parisiens envers le gouvernement des États.
Le dauphin réunit alors les États généraux à Compiègne. Ceux-ci décident le prélèvement d’un impôt contrôlé par les États et un renforcement monétaire (la monnaie ne devant plus bouger jusqu’en 1359). Ils abandonnent par contre la volonté de contrôler le conseil du dauphin.

#### La répression de la Jacquerie

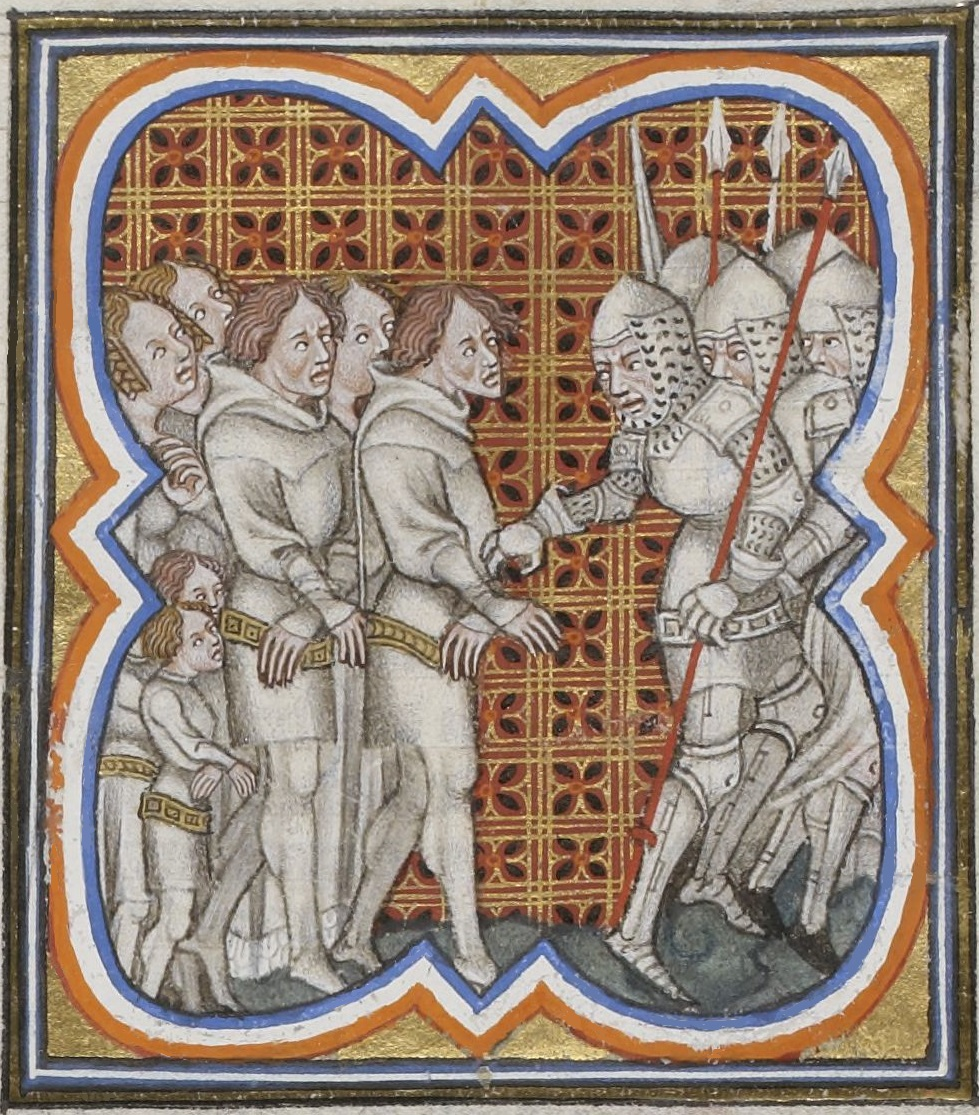
La grande jacquerie est sévèrement réprimée par la noblesse menée par Charles de Navarre.

Le 28 mai 1358, les paysans de Saint-Leu-d'Esserent, près de Creil, dans l'Oise, excédés par les levées fiscales votées à Compiègne et destinées à mettre le pays en défense, se rebellent. Rapidement les exactions contre les nobles se multiplient au nord de Paris, zone épargnée par les compagnies et tenue ni par les Navarrais ni par les troupes du dauphin. 5 000 hommes se regroupent rapidement autour d’un chef charismatique : Guillaume Carle, plus connu sous le nom que lui attribue Froissart : Jacques Bonhomme. Il reçoit très rapidement des renforts de la part d’Étienne Marcel (300 hommes menés par Jean Vaillant), afin de libérer Paris de l’encerclement que le dauphin est en train de réaliser en préservant l’accès nord qui permet de communiquer avec les puissantes villes des Flandres. L'alliance avec Étienne Marcel semble réussir lorsque les Jacques s'emparent du château d'Ermenonville.
Le 9 juin, les hommes du Prévôt de Paris et une partie des Jacques (environ mille hommes) conduisent un assaut sur la forteresse du Marché de Meaux où sont logés le régent et sa famille pour s’assurer de sa personne. C’est un échec : alors que les Jacques se ruent à l’assaut de la forteresse, ils sont balayés par une charge de cavalerie menée par le comte de Foix, Gaston Fébus, et le captal de Buch, Jean de Grailly.
Mais le gros des forces de Guillaume Carle veut en découdre à Mello, bourgade du Beauvaisis, le 10 juin. Écarté du pouvoir par Étienne Marcel, qui a trop vite cru contrôler le régent après l'assassinat des maréchaux, Charles le Mauvais doit reprendre la main et montrer au prévot de Paris que son soutien militaire est indispensable. Pressé par la noblesse, et particulièrement par les Picquigny auxquels il doit la liberté et dont le frère vient d’être tué par les Jacques, Charles le Mauvais y voit le moyen d'en devenir le chef. D'autre part, les marchands pourraient voir d'un bon œil que l'on sécurise les axes commerciaux. Il prend la tête de la répression, engage des mercenaires anglais et rallie la noblesse. Il s’empare, par ruse, de Guillaume Carle venu négocier et charge les Jacques décapités. C’est un massacre et la répression qui s'ensuit est très dure : quiconque est convaincu d'avoir été de la compagnie des Jacques est pendu sans jugement. Charles de Navarre fait exécuter 4 boucs émissaires dans chaque village, dont les maisons sont incendiées. La jacquerie se termine dans un bain de sang dont Charles le Mauvais porte la responsabilité alors que le dauphin a su garder les mains propres.

#### Capitaine de Paris

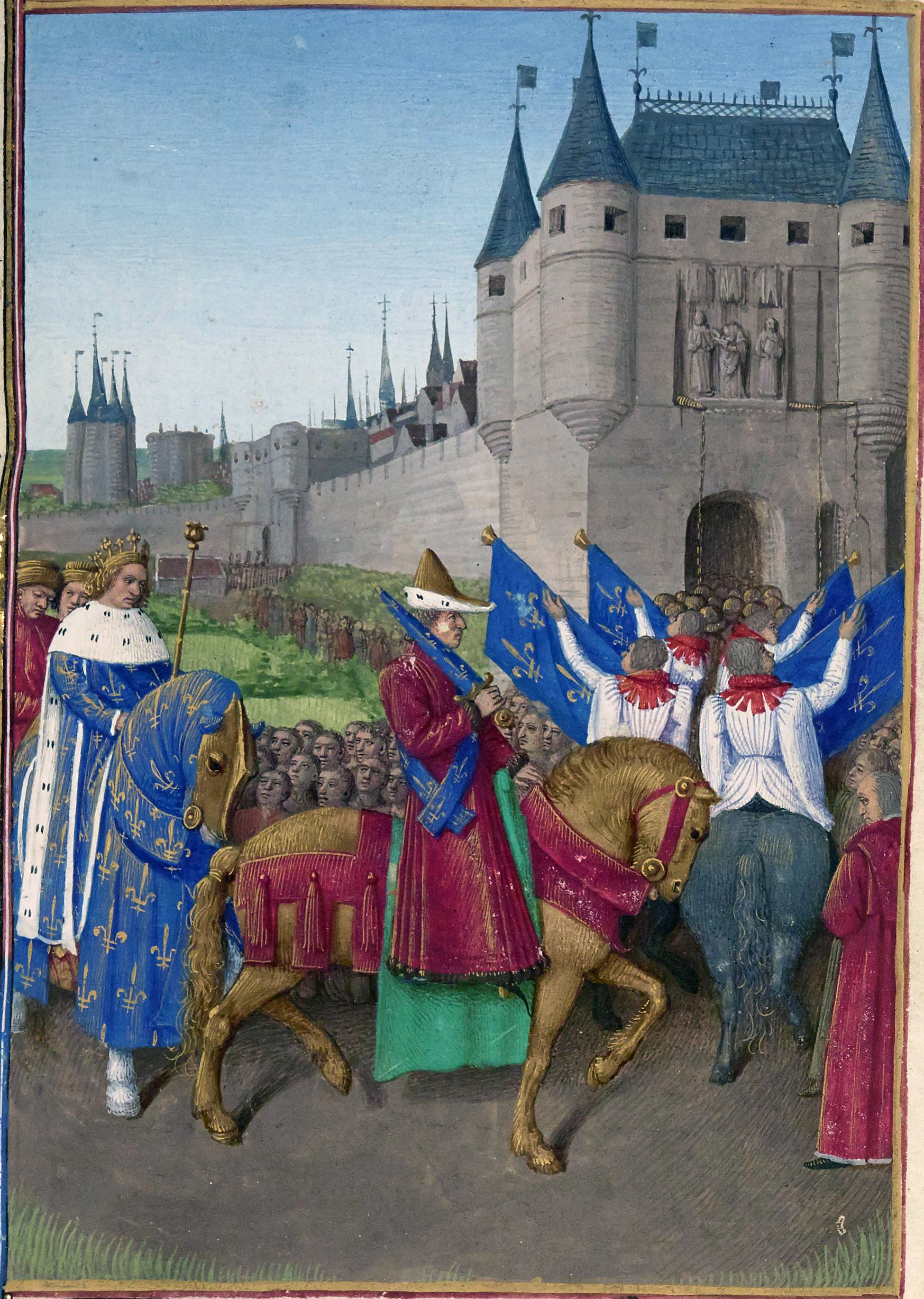
Entrée de Charles V dans Paris le 2 août 1358

Charles de Navarre, qui a ramené l’ordre, rentre à Paris le 14 juin 1358 et s'y pose en chef. Mais une grande partie de la noblesse qui était à ses côtés contre les Jacques ne le suit pas dans cette démarche : elle est trop scandalisée par l'assassinat des maréchaux pour s'allier aux Parisiens et reste derrière le régent qui a su gagner sa confiance. Charles le Mauvais s’établit à Saint Denis. Il est fait capitaine de Paris par acclamation et Étienne Marcel envoie des lettres dans toutes les villes du royaume pour qu’il soit fait « capitaine universel ». L’objectif est de créer une grande ligue urbaine et d’opérer un changement dynastique en faveur du Navarrais. On engage des archers anglais pour pallier les nombreuses défections de chevaliers qui ont quitté les rangs de l’armée de Charles le Mauvais et qui, avec le dauphin, assiègent Paris à partir du 29 juin. Ce dernier est encore renforcé par l’arrivée de nombreuses compagnies qui voient dans le pillage de Paris une bonne affaire. Le dauphin veut à tout prix éviter un bain de sang qui le discréditerait et souhaite une solution négociée. Il ne fait donc pas donner l’assaut et continue le blocus en espérant que la situation se débloque. Mais les mercenaires anglais qui défendent la capitale sont considérés comme ennemis et s’attirent l’inimitié des Parisiens. Le 21 juillet, à la suite d’une rixe de taverne qui dégénère en combat de rue, trente-quatre archers anglais sont massacrés. Les Parisiens en armes en saisissent 400 qu’ils veulent soumettre à rançon. Le lendemain, Étienne Marcel, Robert Le Coq et Charles de Navarre réunissent la populace place de grève pour calmer les esprits, mais les choses leur échappent et la foule leur demande de la débarrasser des Anglais. Pour amadouer les Parisiens (8 000 piétons et 1 600 cavaliers en arme), les trois hommes les mènent par groupes distincts aux mercenaires stationnés à Saint-Denis. Ces derniers, prévenus, taillent les Parisiens en pièces et 600 à 700 meurent dans ces affrontements. Leurs chefs soutenant les ennemis du pays contre le régent et contre la populace, les Parisiens se sentent trahis et se désolidarisent d’Étienne Marcel, d’autant que Charles de Navarre attend son frère Philippe qui doit arriver avec des renforts anglais. Le bruit court que Philippe de Navarre arrive avec 10 000 Anglais et les Parisiens redoutent qu’ils ne vengent leurs camarades et pillent la ville. Étienne Marcel doit leur ouvrir les portes. L'échevin Jean Maillard et Pépin des Essart convainquent les Bourgeois de demander l’aide du régent. Le 31 juillet 1358, à l’aube, Étienne Marcel est surpris, devant la Porte Saint-Antoine, alors qu’il s’assure des accès à la capitale et est mis à mort sur place. Le dauphin n’y croyant plus était en train de se diriger vers le Dauphiné quand on lui apporte la nouvelle. Il entre triomphalement dans Paris le 2 août : il a les mains propres et a donné son pardon aux Parisiens. Il n’y a que très peu de répression, seuls quinze personnes sont exécutées pour trahison (Étienne Marcel compris). L'héritier du trône veille à ne pas spolier les proches des exécutés tout en récompensant ses alliés (par exemple, des mariages avec les veuves sont organisés qui permettent de concilier les intérêts des uns et des autres).

### Conflit larvé contre le roi et le dauphin
Charles de Navarre, qui était stationné avec ses hommes à Saint Denis, échappe au revirement des Parisiens. Il reçoit les renforts anglais amenés par son frère. Mais les mercenaires n’ont pas été soldés et les deux princes ont du mal à les tenir. Ils les laissent donc piller Saint-Denis le 3 août. Navarrais et mercenaires se replient ensuite sur leurs possessions de la vallée de la Seine où les capitaines anglais s’installent, rançonnant les campagnes et le trafic fluvial. Les troupes anglo-navarraises tentent d'asphyxier Paris en s'emparant de Melun, qui contrôle la Seine en amont de la capitale, de Creil sur l'Oise et de la Ferté-sous-Jouarre sur la Marne. Plus de 60 places en Île-de-France sont sous contrôle anglo-navarrais ou de mercenaires bretons qui rançonnent la population. Le dauphin n’a pas les moyens de tous les déloger, mais il assiège Melun. Charles de Navarre s'en tire encore par un revirement : il rencontre le dauphin à Pontoise le 19 août et annonce qu'il se retire. Cependant, ses troupes ne quittent pas les places fortes qu'elles contrôlent, continuant à rançonner le pays pour leur compte comme les autres compagnies qui mettent à cette époque le pays à feu et à sang. Faute des ressources nécessaires, le conflit tourne à la guerre froide, le roi puis le dauphin essayant de neutraliser Charles de Navarre qui reste un dangereux prétendant à la couronne, ou qui à défaut pourrait instaurer une puissante principauté susceptible de s'allier aux Anglais.

#### Intrigues en Béarn

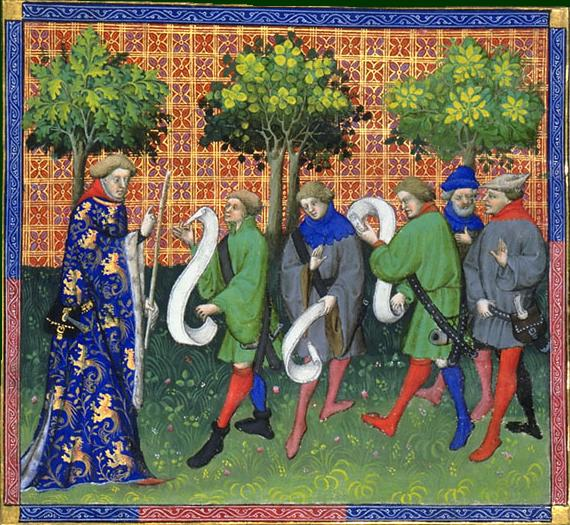
Gaston Fébus enseignant aux veneurs, Enluminure tirée du Livre de Chasse.

En 1349, Charles le Mauvais avait marié sa sœur Agnès à Gaston Fébus, le comte de Foix et de Béarn. Ce mariage a aussi un intérêt politique car les possessions de Gaston Fébus qui chevauchent la Guyenne anglaise et les terres du royaume de France lui permettent de jouer sur deux tableaux et ainsi obtenir une indépendance de fait : une alliance entre le puissant comté de Foix et la Navarre serait une bonne garantie contre les vues expansionnistes de ses puissants voisins français, anglais ou aragonais, d'autant qu'en Béarn la loi salique ne s'applique pas et qu'en l'absence d'héritier le comté reviendrait à Agnès. Une fois remarié, le comte de Foix prend maintes amantes au vu et su de tous et engendre deux fils adultérins : Yvain et Gratien. Il répudie Agnès dès qu'elle accouche, en 1362, de Gaston, son fils légitime, qui est éduqué loin de sa mère rentrée en Navarre : il s'attire ainsi la haine des Navarrais qui entreprennent de le faire empoisonner par son propre fils Gaston. Le jeune prince, dénoncé par son demi-frère Yvain, est emprisonné. Au cours d'une visite qu'il rend à son fils, Fébus perd son sang-froid et lui porte un coup mortel à la gorge, faisant ainsi disparaître son seul héritier direct (1380). Mais Agnès ne récupère pas le titre de vicomtesse pour autant : à la mort de Gaston Fébus en 1391, c'est son fils Yvain qui devient régent du comté, jusqu'à sa mort au bal des ardents en 1393.

#### Guerres en Espagne
Une fois la paix revenue en France, Charles II s'en retourna en Navarre fin 1361. Le 22 mai 1362, il signa avec le roi de Castille Pierre le Cruel le traité d'Estella, premier traité d'une longue série qui allait entraîner la Navarre dans les conflits ibériques. Ce traité d'aide réciproque, par lequel Charles II cherchait un allié puissant dans la péninsule, s'avéra être un mauvais calcul pour le roi de Navarre.
Pierre le Cruel obligea Charles II de Navarre à respecter les termes du traité d'Estella et à entrer en juillet 1362 en guerre contre l'Aragon, pourtant son allié fidèle, ce qu'il fit de mauvaise grâce et sans entrain.
Dès lors Charles II négocia en sous-main avec le roi d'Aragon. Pendant que l'Aragon et la Castille guerroyaient puis faisaient la paix à Murviedro (juillet 1363), Aragon et Navarre négociaient de leur côté une alliance contre le roi de Castille, qui se concrétisa à Uncastillo (août 1363). Pour sauver la face vis-à-vis des Castillans, Charles II dut envoyer son frère Louis de Navarre mener un simulacre de guerre en Aragon où, pour la façade, il fut fait prisonnier.
Ces guerres allaient conduire au renforcement d'Henri de Trastamare, demi-frère et ennemi de Pierre le Cruel, ainsi qu'à l'intervention de la France en 1365, qui enverrait Bertrand Du Guesclin et les Grandes Compagnies soutenir le roi Henri II.

#### Confiscation du duché de Bourgogne
Le conflit avec la France fut ravivé par l'affaire de la succession de Bourgogne. En effet, en 1361, après la mort du duc Philippe Ier de Bourgogne, le duché de Bourgogne aurait normalement dû échoir, suivant les lois de la primogéniture, à son cousin issu de germain, qui n'est autre que Charles II de Navarre. Ce dernier était en effet le petit-fils de Marguerite de Bourgogne (1290-1315), fille aînée du duc Robert II. Le duché de Bourgogne fut alors repris par le roi Jean II le Bon (1319-1364), roi de France (1350-1364), prétendant à l'héritage comme étant le parent le plus proche du jeune duc en nombre de degrés civils (en tant que fils de Jeanne de Bourgogne (v. 1293-1348) (v. 1293-1348), deuxième fille de Robert II (1248-1306), duc de Bourgogne (1272-1306). Son éviction de la succession de Bourgogne au profit de Philippe le Hardi en septembre 1363 est, pour Charles de Navarre, inacceptable.
En 1364, Jean le Bon, libéré à la suite du traité de Brétigny, est retourné se constituer prisonnier en Angleterre car son fils Louis, laissé en otage pour garantir les accords de Brétigny, s'est échappé. Comme le dauphin Charles continue à assurer la régence, Charles le Mauvais croit alors en son étoile. Il se lance dans des tractations diplomatiques qui laissent clairement entrevoir ses intentions. Il rencontre le Prince noir à Bordeaux. Il négocie la paix avec Pierre IV d'Aragon, lui promettant des terres appartenant au roi de France : le bas-Languedoc, les sénéchaussées de Beaucaire et de Carcassonne (mais son frère Louis lutte avec les Castillans, ce qui ralentit les négociations qui ne sont finalisées qu'en août 1364). Pour prendre à revers le duché de Bourgogne, il recrute des troupes parmi les compagnies. Il fait même broder sa bannière aux armes de France et de Navarre.

#### La bataille de Cocherel
Ces manœuvres ne passent pas inaperçues. Les Valois ne sont pas dupes et prennent les devants. Le dauphin, averti par son père avant son départ pour Londres, décrète la confiscation des biens que le Navarrais possède en Normandie et confie à Bertrand Du Guesclin la mission de rendre la sentence exécutoire. C'est chose faite en moins d'une semaine. Mantes, Meulan et plusieurs autres places sur la Seine sont investies. Pendant ce temps, Jean le Bon meurt à Londres, le 8 avril 1364. Mais le dauphin n'est pas au bout de ses peines car les troupes recrutées par Charles le Mauvais en Navarre et en Gascogne arrivent bientôt en Normandie. Charles le Mauvais contre-attaque et tente d'empêcher le sacre de Charles en lui coupant la route de Reims.

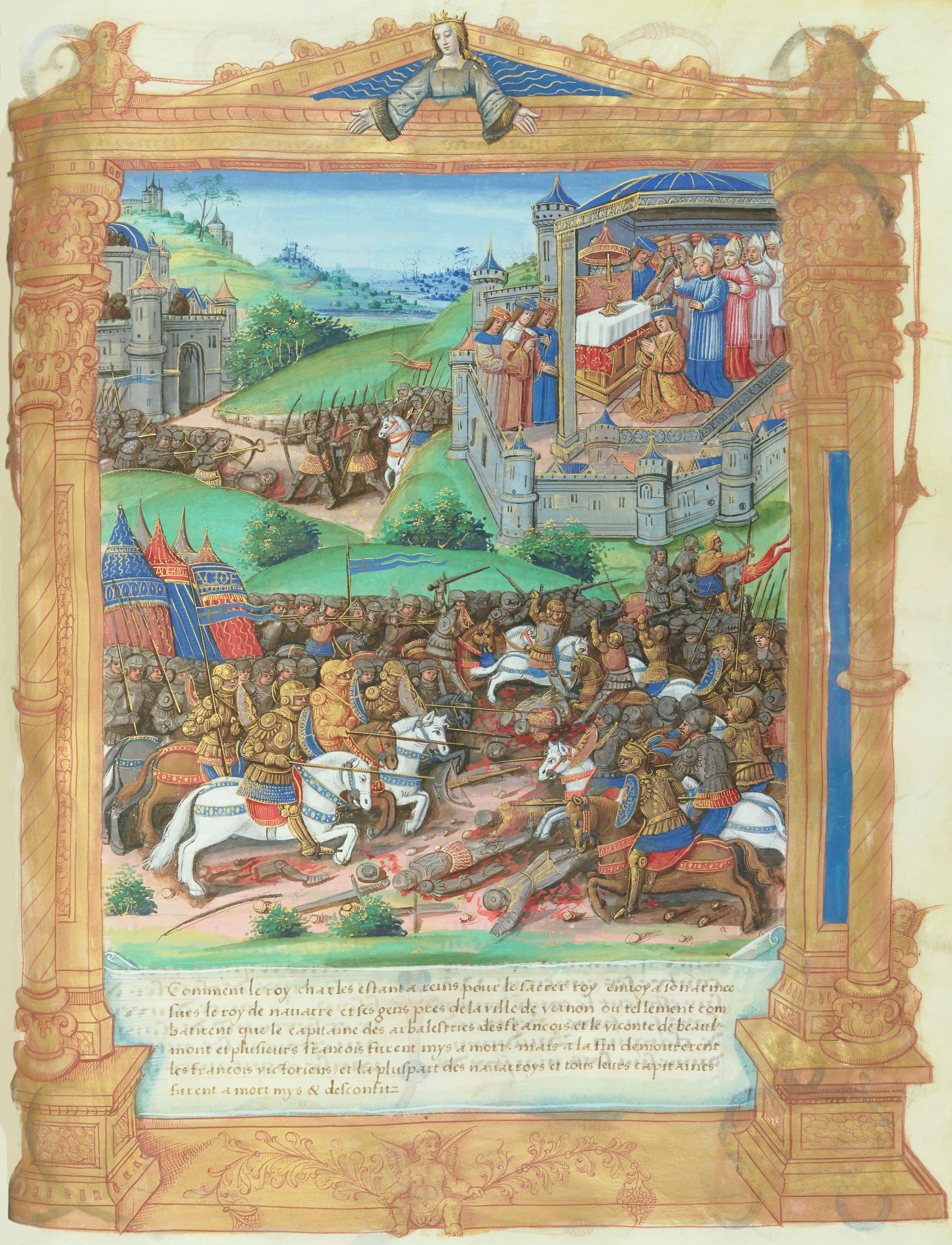
Bataille de Cocherel et Sacre de Charles V

Les adversaires vont en découdre, à Cocherel, près de l'Eure, le 16 mai 1364. Leur commandant Jean de Grailly, Gascon et vassal du roi d'Angleterre, n'est autre que le vainqueur de Jean le Bon à Poitiers. Mais, face à lui, se dresse un non moins brillant stratège en la personne de Bertrand Du Guesclin.
Grâce à une habile manœuvre d'encerclement, les troupes de Grailly sont défaites en quelques heures. Cette victoire éclatante, obtenue par l'armée levée grâce aux impôts votés par les États généraux de 1363, met fin à la guerre civile, rétablit l'autorité royale aux yeux de la population, montrant que les sacrifices financiers consentis par la population pour l'effort de guerre sont suivis d'effets sur le terrain et permet le sacre le 19 mai 1364 dans la cathédrale de Reims. Le nouveau roi prend alors une décision qui marque clairement sa volonté politique : les prisonniers français pris à Cocherel sont décapités et non mis à rançon comme il est usuel dans la guerre féodale, ce qui signifie que la guerre privée contre le roi est à présent considérée comme de la trahison.
Charles le Mauvais, demeuré à Pampelune, apprend la nouvelle le 24 mai. Mais il est déjà beaucoup trop tard. Les troupes navarraises rescapées se regroupent et se replient sur l'Auvergne où elles prennent plusieurs places fortes et obliquent ensuite vers la Bourgogne, prenant La Charité-sur-Loire par surprise. Philippe le Hardi, le jeune duc de Bourgogne qui a regroupé des forces pour lutter contre les compagnies, se porte donc contre les Navarrais, les défait et reprend la Charité-sur-Loire.
Cependant, si Charles le Mauvais n'a plus d'espoir de coiffer la couronne de France, il conserve, malgré Cocherel, de nombreuses places fortes en Normandie, à commencer par sa capitale Évreux. Charles V fait pression sur Jeanne de Navarre pour que ses forteresses ne puissent être utilisées par les troupes de son rival. Mais, au cours de l'automne, le Navarrais récupère ses biens conquis quelques mois plus tôt par du Guesclin. Ce n'est pourtant là que feu de paille car les finances de Charles de Navarre sont au plus bas. Sa chance est qu'au même moment, Charles V n'a qu'une préoccupation : bouter les Anglais hors de France. Et pour ce faire, il n'a pas tant besoin d'une nouvelle victoire sur le roi de Navarre que d'une paix durable.
Il propose, dès 1365, d’échanger Mantes, Meulan et Longueville contre Montpellier. Les négociations traînent pendant cinq années, durant lesquelles le Navarrais tente d’obtenir un traité d’alliance perpétuelle avec les Anglais. Mais ceux-ci sont méfiants, du fait de ses revirements incessants dont ils ont déjà été victimes.
Il signe, en 1365, le traité de Saint-Denis avec le roi Charles V, dans lequel il renonce à ses prétentions au trône de France. En mars 1365, au traité d’Avignon, les deux Charles s'accordent sur un échange. Le roi de Navarre cède au roi de France ses possessions de la basse vallée de la Seine, en Normandie (Mantes, Meulan et le comté de Longueville), places stratégiques sur la route de Paris. En échange, Charles V abandonne à son cousin la ville et la seigneurie de Montpellier. Les libéralités du roi s'avèrent bien vite être un cadeau empoisonné car, fort peu enthousiastes, les Montpelliérains refusent de passer au roi de Navarre.

#### Conflit castillan

La Péninsule Ibérique en 1360.

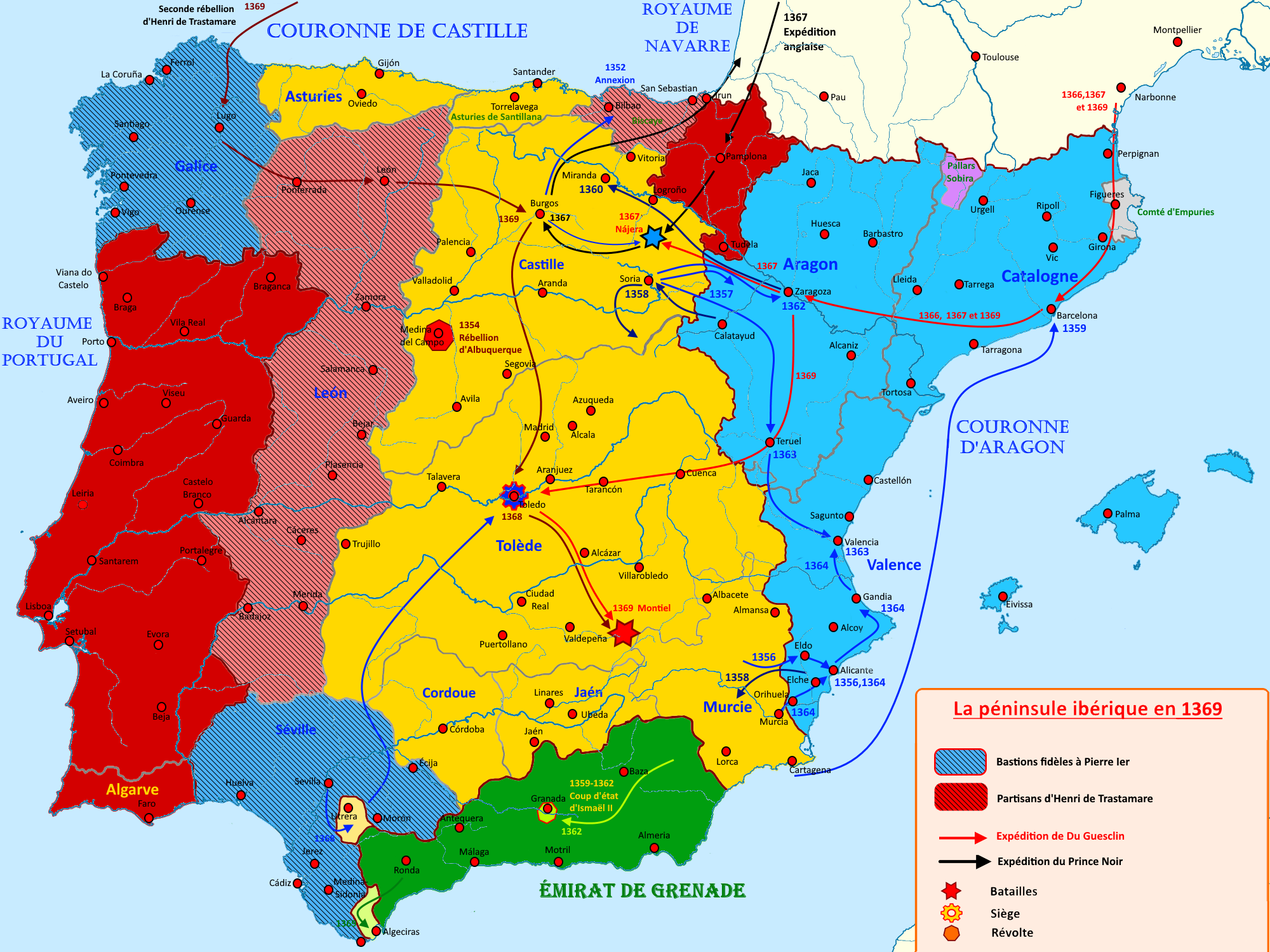
La « guerre des Pierre ».

En France, Charles V profite du répit obtenu grâce au traité de Brétigny qui paralyse les Anglais (toute reprise du conflit entraînerait l'annulation des immenses transferts territoriaux concédés à ce traité) et la victoire de Cocherel qui a mis hors d'état de nuire Charles de Navarre pour quelque temps, pour se débarrasser des compagnies et relancer l'économie. Il y parvient en constituant, grâce à l'instauration d'impôts permanents et à la politique des apanages, des armées permanentes dirigées par ses frères qui reprennent progressivement toutes les places fortes tenues par les Grandes compagnies. Les perspectives en France devenant plus difficiles pour elles, il devient plus aisé de les persuader de s'enrôler dans une croisade vers l'Espagne financée par le pape, trop heureux de se débarrasser de ces mercenaires qui tiennent la vallée du Rhône et soumettent Avignon à rançon. L'enjeu réel de cette expédition est tout autre : il s'agit pour les rois de France et d'Aragon de se débarrasser du roi de Castille Pierre le Cruel qui, en cas d'alliance avec les Anglais, menacerait l'Aragon et mettrait en péril les projets français de reconquête de la Guyenne. C'est Bertrand Du Guesclin qui se charge de l'affaire et qui met Henri de Trastamare (Henri II de Castille), un fidèle allié des Valois, sur le trône de Castille. L'expédition est une promenade et Charles de Navarre préfère laisser passer les troupes de du Guesclin qui transitent sur son territoire, allant même jusqu'à les payer pour accélérer le mouvement. Les compagnies restantes en France sont isolées et facilement réduites par les troupes royales. Ainsi, à Hommet, dans le Cotentin, le capitaine du Bessin refuse toute tractation avec la garnison navarraise : les hommes sont tués dès qu'ils se rendent.
Pierre le Cruel se tourne vers le Prince noir qui se retrouve avec un allié des Français sur ses arrières. Il accepte l'alliance, d'autant que Pierre le Cruel s'engage à financer la campagne. Par contre, ils ont besoin du soutien de Charles de Navarre pour faire passer les troupes en Espagne. Pour ce dernier, avoir de mauvaises relations avec les Castillans ferait peser une menace sur son royaume et il a négocié un solide traité d'alliance avec Henri de Trastamare dès sa prise de pouvoir. Il monnaye cher son ralliement qui ne sera que logistique : si Pierre le Cruel reprend le pouvoir en Castille, il sera entouré d'alliés ; dans le cas contraire il peut être menacé par les Anglais. Pierre le Cruel lui restitue Sauveterre et Saint-Jean-Pied-de-Port qu'il occupe, lui cèdera les provinces basques de Guipúzcoa et d'Alava qui donneront un accès à la mer et lui promet 200 000 florins. Mais le Navarrais négocie aussi avec le roi de Castille : pour 60 000 doubles et la ville de Logroño, il promet de bloquer les cols pyrénéens à l'armée du prince de Galles. Mais ce dernier l'apprend et fait attaquer la Navarre par le sud par Calveley. Charles de Navarre s'affole et fait savoir au Prince noir que l'accord avec le roi de Castille n'est qu'une ruse et qu'il ne fermera pas les cols. Il autorise donc le passage des troupes anglaises, qui franchissent le col de Roncevaux en février 1367. Pour ne pas trahir ouvertement l'alliance conclue avec Henri de Trastamare et se protéger, il se met d'accord avec Olivier de Mauny qui lui tend une fausse embuscade et le retient prisonnier jusqu'à ce que tout soit réglé. Le 3 avril 1367, le Prince noir inflige une sévère défaite aux forces franco-castillanes à Nájera et remet Pierre le cruel sur le trône. Mais Pierre, qui a promis de solder les troupes recrutées par le Prince noir, est bien incapable d'honorer sa promesse. Ce dernier rentre donc ruiné en Aquitaine et doit dissoudre son armée qui ravage alors le Languedoc.

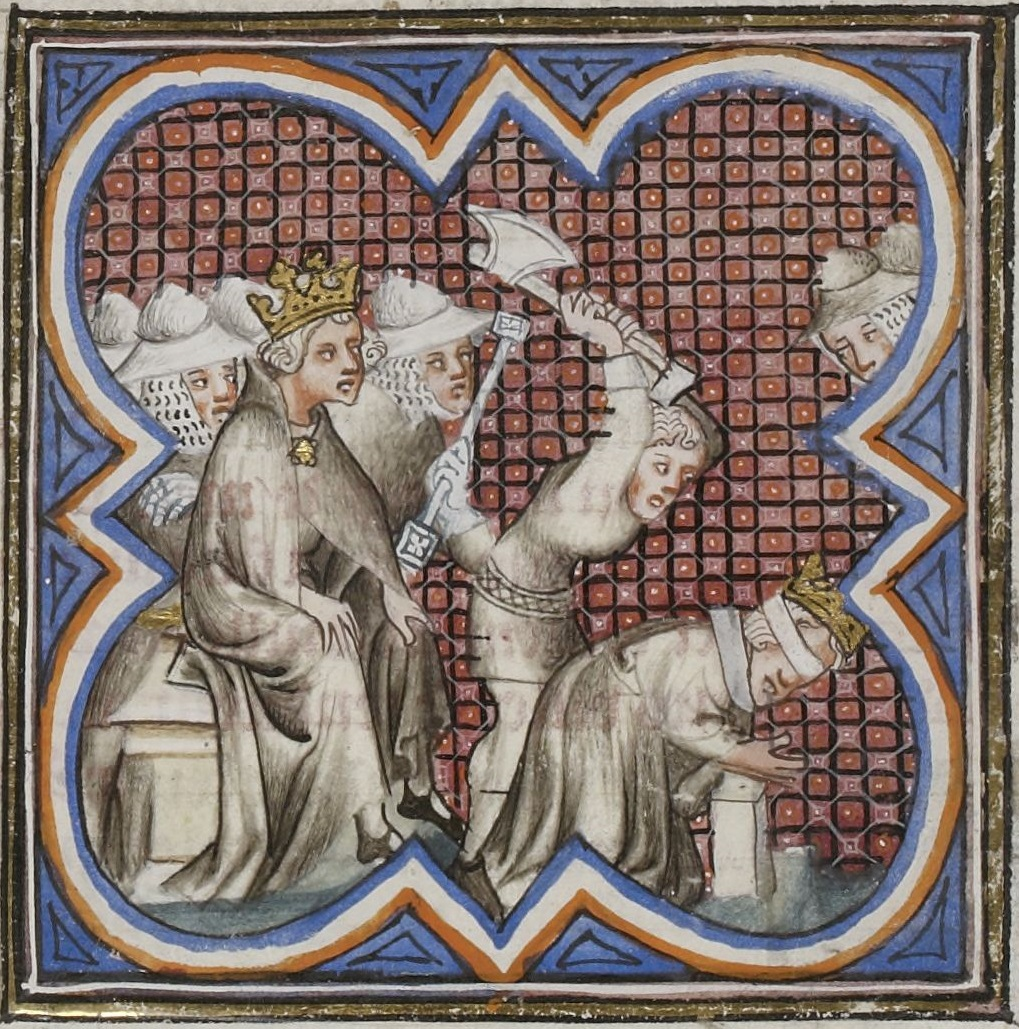
Décapitation de Pierre le Cruel (manuscrit du XVe siècle).

Henri profite de la situation pour reformer une armée outre-Pyrénées, le roi Charles V, par le traité d'Aigues-Mortes, mettant à nouveau à sa disposition les grandes compagnies commandées par du Guesclin.
Les troupes d'Henri de Trastamare conquièrent rapidement les royaumes de Castille et de León et, dès le mois d'avril 1367, mettent le siège devant Tolède. Le siège dure neuf mois, durant lesquels Henri de Trastamare signe avec la France le traité de Tolède, qui l'engage à une paix durable dès son accession définitive au trône de Castille. Pierre le Cruel arrive au secours de Tolède avec une armée composée essentiellement de Maures et de juifs. Il affronte son demi-frère à Calatrava la Nueva (Castille-La Manche) et y subit une lourde défaite le 13 mars 1369. Il se réfugie alors dans le château de l'Étoile avec quelques fidèles.
Pierre le Cruel tente de soudoyer du Guesclin qui semble accueillir favorablement sa proposition mais qui avertit en réalité Henri. Mis en présence l'un de l'autre, les deux demi-frères engagent un combat au corps à corps. Pierre le Cruel semble l'emporter jusqu'à l'intervention de du Guesclin qui permet la victoire d'Henri et l'exécution de Pierre Ier de la propre main de ce dernier.
Henri devient définitivement le nouveau roi de Castille sous le nom d'Henri II de Castille et la couronne du royaume passe des mains de la maison d'Ivrée à celles de la maison de Trastamare.

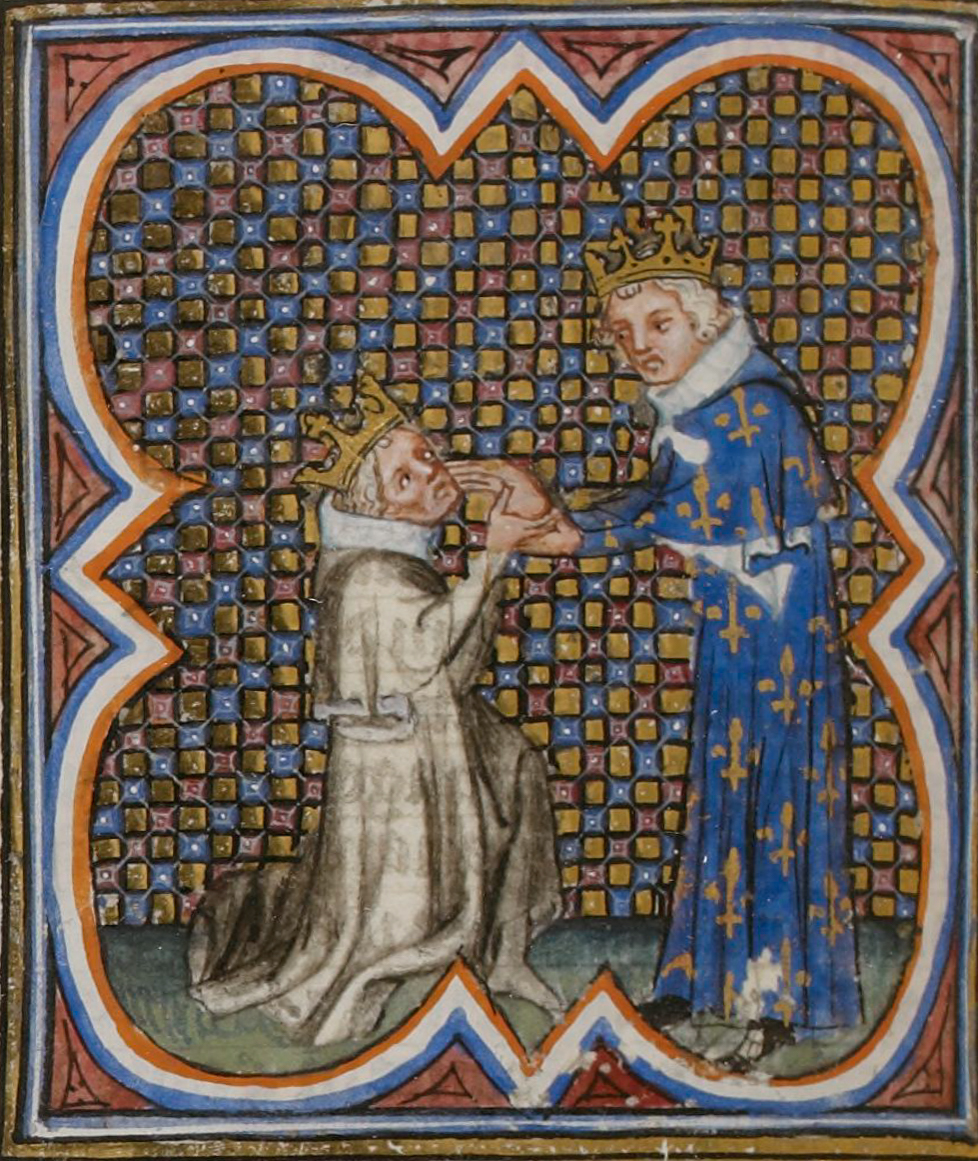
Charles V reçoit l'hommage de Charles de Navarre au traité de Vernon.

Rentré ruiné de Castille, le Prince noir doit lever un impôt en Aquitaine, ce qui est très mal perçu dans les territoires récemment passés sous contrôle anglais et qui subissent de sa faute le retour des compagnies. Jean d'Armagnac conteste cet impôt devant la cour de Justice de Paris. En acceptant de répondre à son appel, le 3 décembre 1368, Charles V fait acte de souveraineté sur la Guyenne. Il ouvre la porte au ralliement des terres octroyées aux Anglais au traité de Brétigny : la reconquête s'effectue grandement par le retournement des villes d'Aquitaine souvent monnayé contre des promesses de fiscalité plus légère. Les Anglais n'ont pas les moyens financiers pour s'opposer à la guerre de siège et de retournements qu'ils doivent subir sur tous les fronts face à des armées coordonnées au niveau de chaque apanage et rodées par la guerre contre les compagnies : les places fortes anglaises tombent les unes après les autres.
Constatant que la Navarre est cernée par l’alliance franco-castillane et que les Anglais sont en difficulté, Charles de Navarre prend les devants et revient en France pour signer le traité de Vernon : il accepte les conditions de 1365 et, le 25 mars 1371, Charles le Mauvais, genou à terre, prête pour la première fois hommage lige à son souverain Charles V pour toutes les terres qu’il détient en France, ce qu’il avait toujours refusé, et lui promet « foi, loyauté et obéissance ». Il semble définitivement neutralisé pour la course à la couronne de France, mais il continue à jouer sa carte en Espagne. Pendant son périple, passant par la Normandie, il essaye de négocier des trêves avec les garnisons gasconnes qui occupent ses places fortes et qui pillent le pays, se comportant en compagnies. Les exactions continues de ces garnisons, contre lesquelles Charles de Navarre ne peut pas grand-chose, ont beaucoup fait pour que ce soit Charles V qui apparaisse comme le protecteur et donc le souverain de la Normandie.

### La guerre de 1378
Depuis la défaite de Cocherel en 1364, les velléités de Charles de Navarre de ceindre la couronne de France sont compromises. Il se tourne alors vers l'Espagne et a de longs démêlés avec Pierre le Cruel et Henri de Trastamare, qui se disputent la Castille. Engagées contre le roi de Castille Henri de Trastamare, les troupes du Navarrais sont défaites et n'ont d'autre issue que d'appeler les Anglais à la rescousse. C'est une aubaine pour le jeune Richard II d'Angleterre qui comprend aussitôt l'intérêt d'une telle alliance. Le roi de Navarre, qui possède le comté d'Évreux et le Cotentin, peut, en contrepartie de renforts, mettre à la disposition des Anglais le port de Cherbourg. L'accord est conclu en février 1378. En échange d'une troupe de 1 000 hommes (500 archers et 500 hommes d'armes), Charles de Navarre cède Cherbourg à Richard II pour trois ans. Cette chronologie des faits a été donnée par le chroniqueur Jean Froissart pour démontrer que Charles II de Navarre était à l'origine du conflit. Mais en 1378, Charles V était devenu suffisamment fort de ses récentes reconquêtes en Guyenne sur les Anglais pour passer à l'attaque des biens du roi de Navarre, dont il avait entamé la reconquête rampante depuis des années. Il utilisa plusieurs prétextes pour s'en prendre à Charles II de Navarre, dont une alliance avec les Anglais (Charles II négociait alors le mariage de sa fille avec Richard II) et une prétendue tentative d'empoisonnement.
En fait, la pierre d'achoppement entre le Valois et le Navarrais est celle de la souveraineté sur la Normandie. C'est en effet l'un des principes importants de gouvernement pour Charles V. Il est prêt à passer sur les turpitudes passées de son beau-frère, pour peu que celui-ci se reconnaisse vassal du roi de France pour ses terres de Normandie. C'était en substance la signification des accords de 1371 où Charles de Navarre avait prêté l'hommage lige. Or, Charles de Navarre, qui s'est toujours considéré comme spolié de la couronne de France, ne peut le tolérer. En ouvrant les portes de la Normandie aux Anglais, il remet en cause ce principe de souveraineté, ce qui ne peut être toléré par Charles V et ses conseillers.
Fin mars 1378, le comte de Foix, qui dispose d'un efficace réseau d'espions, informe Charles V que son cousin Navarre négocie un accord secret avec les Anglais. Grâce à ces informations, le chambellan de Charles le Mauvais, Jacques de Rue, est arrêté alors qu'il se rend à Paris. La perquisition de ses effets permet de découvrir les instructions confiées par son maître. Le Navarrais, écarté des affaires françaises depuis 1364, n'a plus, comme en 1356, le soutien de la noblesse normande : c'est le roi qui a pris en charge la sécurité et qui s'est imposé, dans les faits, comme souverain. L'occasion est belle de mettre Charles de Navarre hors d'état de nuire et de récupérer ses possessions normandes. Pour que cette réaffirmation de souveraineté soit bien acquise par tous, il importe de bien mettre à jour les griefs que la couronne a contre le Navarrais : il y aura donc un grand procès avec le plus de publicité possible. Pris au piège, le chambellan passe aux aveux. Outre l'affaire de Cherbourg, Jacques de Rue confesse un projet de mariage entre Richard II et une infante de Navarre et confirme la rumeur du complot visant à empoisonner Charles V.
La réaction est alors foudroyante : la trahison et la tentative de régicide étant clairement établies, toutes les possessions de Charles de Navarre sont attaquées simultanément. En Normandie, les hommes de du Guesclin investissent tour à tour Conches, Carentan, Mortain et Avranches. La forteresse de Bernay, tenue par Pierre du Tertre, le secrétaire du Navarrais, résiste un temps. Mais ce dernier n'a d'autre idée que d'obtenir une reddition honorable et de sauver sa vie : il rend les armes le 20 avril. Cherbourg résiste et reste aux mains des Anglais. Le 20 avril, Montpellier, possession du roi de Navarre depuis 1371, est occupée par les troupes royales alors que les Castillans se préparent à attaquer Pampelune, capitale du royaume navarrais. Toutefois, les Français ne purent s'emparer de Cherbourg, alors inexpugnable. Les Navarrais, voyant qu'il n'y avait point de salut en Normandie, concédèrent Cherbourg aux Anglais pour une durée de trois ans en juin 1378, en échange d'une aide financière et militaire. Malgré tous les efforts de Du Guesclin qui assiégea la ville jusqu'en décembre avec de nombreuses machines de guerre, Cherbourg resta anglaise jusqu'en 1393.
Tout l'édifice de Charles le Mauvais s'effondre en même temps que ses rêves de pouvoir. L'épreuve n'est pourtant pas finie. Le roi de Navarre doit encore essuyer l'humiliation du procès de ses hommes de confiance et la révélation publique de ses crimes. Cependant, Charles V veille à ne pas s'aliéner les Navarrais : il rencontre l'infant Charles à Senlis. Ce dernier, comme doit le faire un seigneur loyal, prend la défense de Jacques de Rue. Le roi l'avertit que les châteaux de son père vont être saisis, mais que l'infant ne sera pas privé du revenu de ses terres.
Le procès de Jacques de Rue et de Pierre du Tertre s'ouvre en juin devant le Parlement. Outre les aveux du chambellan, les hommes de Charles V ont découvert dans la tour de Bernay d'autres éléments à charge : documents codés destinés aux Anglais, instructions pour la défense des places normandes, ordre de ne point se rendre aux Français. Les Navarrais plaident la fidélité à leur roi et rejettent les accusations de trahison et de lèse-majesté. C'est faire peu de cas du serment de 1371, par lequel Charles le Mauvais a promis « foi, loyauté et obéissance » à Charles V. Les juges n'acceptent pas cette défense et, le 16 juin, condamnent à mort les deux hommes. Leurs grâces ayant été refusées par le roi de France, les condamnés sont décapités, leurs têtes sont exposées au gibet de Montfaucon, leurs membres en huit points de Paris.

### Défaite face à la Castille
Charles V et Henri II de Castille avaient agi de concert, à l'instigation du duc d'Anjou. Les troupes de l'infant Jean de Castille ouvrirent un second front et attaquèrent la Navarre en juillet 1378, où ils parvinrent non loin de Pampelune. Cette attaque, pressentie par Charles II, est l'une des raisons l'ayant conduit à ne pas s'opposer à Charles V en Normandie. Les Castillans ne purent toutefois prendre aucune ville d'importance, et Charles II eut le temps de faire venir des renforts anglais de Guyenne, sous le commandement du mercenaire Thomas Trivet. Mais les Castillans attaquèrent à nouveau en janvier et février 1379 et les Navarrais durent accepter la paix. Les émissaires de Charles II signèrent le 31 mars 1379 le traité de paix de Briones, où la Navarre dut remettre 20 forteresses majeures de son royaume aux mains des Castillans pour une durée de 10 ans.

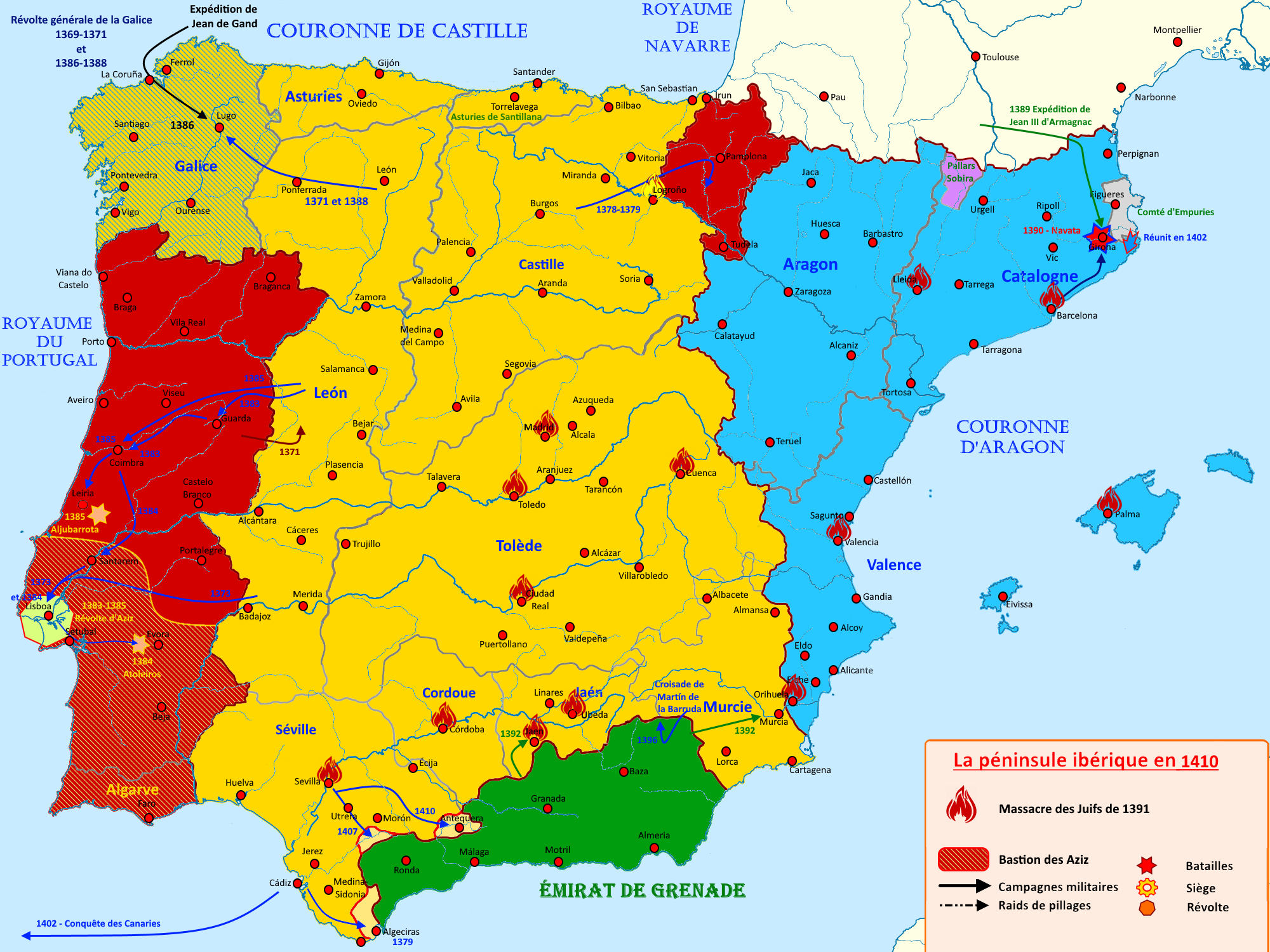
La Navarre en 1387.

Toutefois, Henri de Trastamare ne devait pas survivre longtemps à cette victoire. Au lendemain d'une rencontre avec Charles II pour ratifier le traité de Briones, mi-mai 1379, il se sentit indisposé et mourut dans les jours qui suivirent, le 29 mai 1379. La thèse de l'empoisonnement par les Navarrais, non retenue à l'époque, ne peut pas être exclue.

### Fin de règne

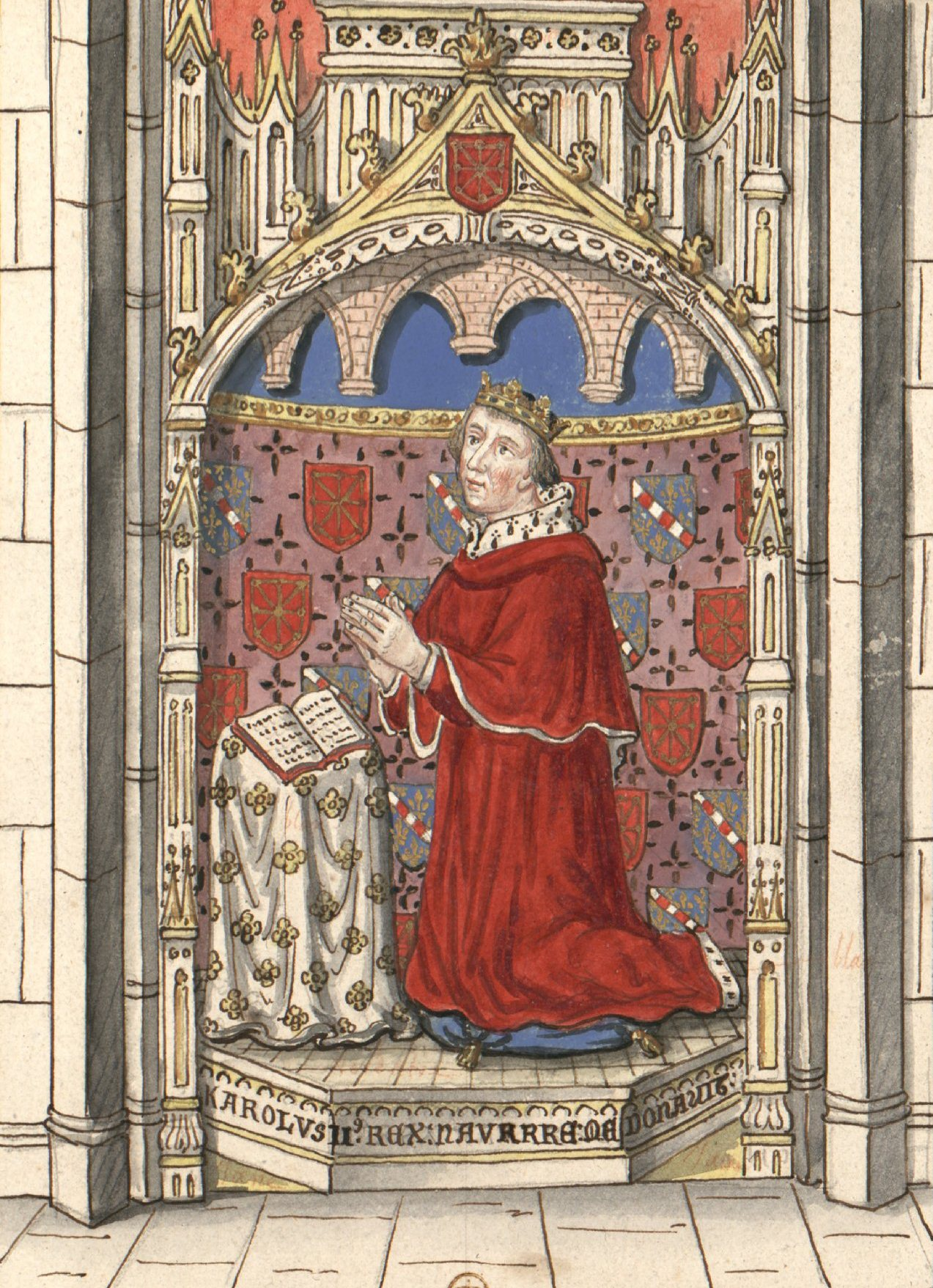
Le roi Charles II de Navarre,
dit Charles le Mauvais.
Aquarelle d'après un vitrail disparu de la cathédrale Notre-Dame d'Évreux, collection Gaignières, Paris, BnF, XVIIe siècle.

Charles de Navarre a définitivement perdu son duel contre Charles V : après avoir trahi tous les partis à la fois, il s'est fait tant d'ennemis qu'il est à présent isolé. Dépossédé de ses riches possessions normandes et languedociennes, il ne peut plus compter que sur les ressources fiscales de la seule Navarre. Il doit mater la rébellion de ses sujets, las de payer pour des desseins aventureux qui ne les concernent guère. Il le fait avec modération ce qui lui vaut leur respect pour sa fin de règne. Ainsi, le plus résolu des ennemis de la dynastie des Valois tombe dans une déchéance qui va l'obliger, jusqu'à sa mort en 1387, à vivre d'expédients et d'emprunts. Instruit enfin par l'adversité, il va passer les dernières années de sa vie en paix, ne s'occupant que de l'administration de son royaume.
Charles de Navarre meurt le 1er janvier 1387. Les chroniqueurs de l'époque ont prétendu qu'il était mort accidentellement dans d'atroces circonstances. Alors qu'il était fortement épuisé et qu'il était tombé en défaillance à cause de ses débauches, ses médecins préconisèrent de l'envelopper dans un drap imbibé d'eau-de-vie afin de le ranimer. Mais un valet maladroit mit le feu au drap, ce qui provoqua la mort du roi de Navarre. En fait, Charles de Navarre était suivi par les médecins depuis le début de l'année 1386 et très malade depuis octobre, ainsi que le rapportent les archives de Navarre, et est sans doute mort de cause naturelle.
En 1385, il avait rédigé un testament par lequel il demandait que ses restes soient inhumés en trois endroits différents : son corps à Notre-Dame de Pampelune, son cœur à Notre-Dame d'Ujué et ses entrailles à Notre-Dame de Roncevaux. Il avait obtenu pour cela une autorisation pontificale.
Son fils Charles III le Noble lui succède. Proche de son oncle Charles V qui a toujours veillé à ne pas faire l'amalgame avec Charles le Mauvais, il n'a aucune prétention sur la couronne de France et montre une indéfectible fidélité aux rois de France.

## Bilan

### Bilan politique
Les barons navarrais ayant choisi volontairement Jeanne II comme reine pour échapper à la tutelle française, le royaume a un parlement fort. Charles de Navarre a donc l'habitude des Cortes, où il brille par son éloquence. C'est pourquoi il imagine parfaitement gouverner la France avec un système similaire et peut naturellement se positionner comme la tête de file du mouvement réformateur. Il est très proche de prendre le pouvoir en 1358, mais le recrutement de mercenaires anglais le dessert à une époque où naissent les sentiments nationaux.
Au bout du compte, Charles de Navarre échoue dans toutes ses revendications : il n'est ni roi de France, ni duc de Bourgogne, ni comte de Champagne. Il perd ses possessions normandes et languedociennes.
Ses changements d'alliances à répétition ont fini par le discréditer et l'isoler diplomatiquement.

### Bilan économique
Sur le plan économique, le bilan de son règne est négatif, les choix de Charles empirant la situation de ses sujets, déjà soumis à une époque difficile. Au départ, Charles contrôle des régions riches. Mais, contrairement à son voisin Gaston Fébus, le puissant comte de Foix qui sait profiter de sa neutralité dans le conflit pour organiser le développement économique de ses terres, le Navarrais alourdit la fiscalité pour entretenir les armées nécessaires à ses projets. La Normandie est saignée à blanc par les compagnies anglaises qui tiennent ses forteresses tandis que la Navarre se lasse de ses coûteuses aventures et finit par se rebeller.

### Mémoire deCharlesIIen Navarre et dans l'Eure

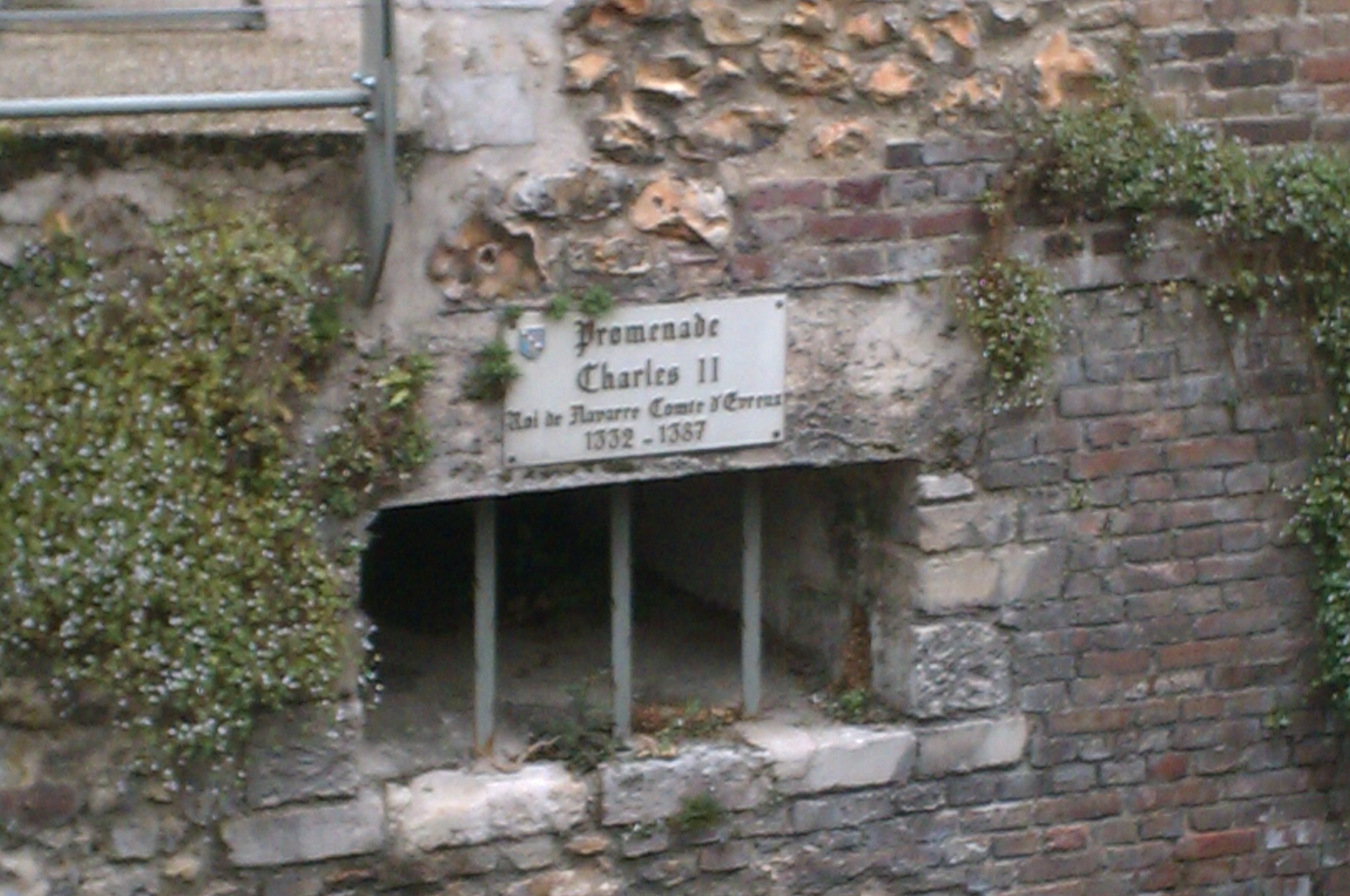
Plaque de rue indiquant la promenade Charles II allant de la rue de Grenoble à la rue de l'Horloge à Évreux.

Une rue de la ville navarraise d'Estella porte son nom (calle Carlos II el Malo).
Charles II de Navarre est né et résida sans doute dans le château de Navarre, construit par sa mère Jeanne II de Navarre en 1330 à la périphérie d'Évreux. Aujourd'hui totalement détruit, le château a donné son nom à un quartier de la ville. On trouve également une promenade Charles II le long de l'Iton entre la rue de Grenoble et la rue de l'Horloge.
La bataille de Cocherel est commémorée par un monument à Hardencourt-Cocherel.

### Sources et bibliographie
: document utilisé comme source pour la rédaction de cet article.
- Raymond Cazelles, « Le parti navarrais jusqu'à la mort d'Étienne Marcel », dans Bulletin philologique et historique du comité des travaux historiques et scientifiques, Congrès de Chambéry-Annecy, année 1960, vol. II, Paris, Imprimerie nationale, 1961 (lire en ligne), p. 839-869.
- Philippe Charon, « Relations entre les cours de France et de Navarre en 1376-1377 », Bibliothèque de l'École des chartes, Paris / Genève, Librairie Droz, t. 150, 1re livraison,‎ janvier-juin 1992, p. 85-108 (lire en ligne).
- Philippe Charon, « Révoltes et pardons dans les relations entre Charles II de Navarre et la dynastie des Valois (1354-1378) », dans François Foronda, Christine Barralis, Bénédicte Sère (dir.), Violences souveraines au Moyen Âge : travaux d'une école historique, Paris, Presses universitaires de France, coll. « Le nœud gordien », 2010, VI-284 p. (ISBN 978-2-13-057363-0), p. 205-215.
- Philippe Charon, Princes et principautés au Moyen Âge : L'exemple de la principauté d'Évreux (1298-1412), École nationale des chartes, 2014, 1088 p. (ISBN 9782357230361).
- Roland Delachenal, « Premières négociations de Charles le Mauvais avec les Anglais (1354-1355) », Bibliothèque de l'École des chartes, Paris, Librairie Alphonse Picard et fils, t. LXI,‎ 1900, p. 253-282 (lire en ligne).
- Bruno Ramirez de Palacios, Charles dit le Mauvais : Roi de Navarre, comte d'Évreux, prétendant au trône de France, 2015, 530 p. (ISBN 978-2-9540585-3-5).
- André Plaisse, Charles, dit le Mauvais, comte d’Évreux, roi de Navarre, capitaine de Paris, Évreux, Société libre de l'Eure, 1972.
- François Piétri, Chronique de Charles le Mauvais, Paris, Berger-Levrault, 1963.
- Edmond Meyer, Charles II, roi de Navarre, comte d'Évreux, et la Normandie au XIVe siècle, Paris, Ernest Dumont, 1898, [lire en ligne].
- Denis-François Secousse, Mémoires pour servir à l’histoire de Charles II roi de Navarre et comte d’Évreux, surnommé le Mauvais, Paris, Durand, 1755-1758, [lire en ligne].
- Henry Bruneel et Edward le Glay, Charles-le-Mauvais 1356-1386, Paris, Magin et Comon, 1841.
- Françoise Autrand, Charles V : le Sage, Paris, Fayard, 1994, 909 p. (ISBN 9782213027692).
- Jean Favier, La guerre de Cent Ans, Paris, Fayard, 1980, 678 p. (ISBN 2213008981).
- Georges Minois, La guerre de Cent Ans : Naissance de deux nations, Paris, Perrin, 2008, 650 p. (ISBN 978-2-262-02440-6).
- Marie-Laure Surget, « La « mauvaise mort » du roi de Navarre », dans Anne-Hélène Allirot, Murielle Gaude-Ferragu, Gilles Lecuppre, Élodie Lequain, Lydwine Scordia, Julien Véronèse, Priscille Aladjidi, Alexandre Bande, Alexis Charansonnet, Nicolas Civel, Laurent Hablot, Damien Jeanne, Sandrine Lerou, Xavier Masson et Marie-Laure Surget, Une histoire pour un royaume, XIIe – XVe siècle : actes du Colloque Corpus regni, organisé en hommage à Colette Beaune, Paris, Perrin, 2010, 588 p. (ISBN 978-2-262-02946-3), p. 240-263.